# Немцы
Не́мцы (нем. Deutsche) — народ и нация германского происхождения, основное население Германии, Австрии, Швейцарии и Лихтенштейна.
Язык — немецкий, германской группы индоевропейской семьи. До XX века также именовались герма́нцами.

## Этимология слова

### Этимология славянского экзоэтнонима

#### От этнониманемет
Филолог-русист Вениамин Брим в 1923 году писал, что «славяне стали называть западных немцев первоначально кельтским именем Nemeti и истолковали его как „немой — немец“». Эту точку зрения касаемо этимологии слова «немец» поддерживали лингвисты Павел Шафарик, Иосиф Миккола, Алексей Шахматов и другие слависты. Они возводили славянское нѣмьць к кельтскому именованию германского племени неметов, отмеченному древнеримскими авторами Цезарем (I в. до н. э.) и Тацитом (I—II вв. н. э.).
Древнейшие известные упоминания этнонима в формах Νεμίτζοι (nemid͡zi), Νεμίτζιοι, Νεμίτζους, Νεμίτζων отмечены в византийских источниках, где этот этноним используется для обозначения жителей Баварии (и, шире, Германии):
- трактат «О церемониях византийского двора» (X век);
- сочинение «История» Михаила Атталиата (XI век);
- акты монастыря Лавры св. Афанасия на Афоне (XI век);
- акты монастыря св. Иоанна Богослова на Патмосе (XI век);
- труд «Алексиада» Анны Комнины (XII век);
- историческая хроника Иоанна Зонары (XII век).

В венгерском языке этноним Német впервые отмечен в топонимии в середине XIII века: в 1235 году в форме «Nemchen» и в 1283 году в форме Nympty.
В русских летописях этноним «немцы» впервые употребляется в Повести временных лет, документе начала XII века.
Согласно китайской хронике Юань ши, в XIII веке монгольский командир Урянхадай называл Священную Римскую империю словом Nie-mi-sz'.

#### От слова «немой»
Праславянское слово *němьсь «чужестранец» было образовано от *němъ «немой, неспособный говорить на понятном языке». В более широком смысле слово обозначало всех иностранцев, говорящих «непонятно», в том числе и другие германские народы: шведов, датчан и другие. Такое толкование встречается в новгородских летописях, где норвежцы назывались «каинскими немцами».
В актах археографической экспедиции за 1588 год этноним «немец» распространяется на англичан, шотландцев, брабантцев, венецианцев, голландцев, пруссов и другие народы Европы. Корень используется в славянских языках для обозначения государства немцев, названия их народа и языка, например:
- немец/немски — в болгарском,
- німецька/німець — в украинском,
- nemecký/nemčina — в словацком.

Лингвист Геннадий Ковалёв, обобщивший в своих работах весь опыт установления происхождения этого слова в мировой науке, считает, что прямая этимология этнонима «немец» от «немой» («не способный говорить») является не научной, а народной. Он обозначил ряд вопросов, которые ставят научность такой этимологии под вопрос:
1. «если славяне в древности называли германцев „немыми“, то почему они не называли так всех неславян — в частности, римлян, греков, тюрок, угров и балтов?»;
2. «если „неговорящими“ называли всех чужестранцев из Западной Европы, то почему все славяне одинаково называют „немцами“ один и тот же, единственный из всех германцев, народ?»
3. «как совместить этимологию нѣмь > нѣм-ьць с установленным Олегом Трубачёвым фактом, что древнейшая славянская этнонимия не оформлялась суффиксом -ьци?»;
4. «как проигнорировать, что этнонимы на -ьц и адъектонимы на -ский имеют общую основу, например: „голландец — голландский“, „исландец — исландский“, но „немец — немецкий“, вместо нем-ский? Нет никаких оснований видеть этимологический -ец в слове „немецкий“, как и в словах „турецкий“, „грецкий (орех)“, „ненецкий“ (от ненэць — „человек“) и „энецкий“ (от энэтен — „люди“)».

По его мнению, истолкование лексемы «немцы» как «немые» («чужестранцы»), по всей видимости, произошло в славянских языках значительно позднее на основе народноэтимологического сближения неметов с корнем нем- (немой, немота), поскольку только омонимией объясняется единообразие, с которым все славянские языки обозначают «немцами» именно жителей Германии.
Историк С. В. Назин, ученик В. А. Сафронова и О. Н. Трубачева, считает, что этноним «не́мец» не может иметь отношения к слову «немой», так как существительное, образованное от корня «нем» с помощью суффикса «-ец» имело бы ударение на последний слог («немой — неме́ц», «слепой — слепе́ц»), а не на первый.

### Этимология эндоэтнонима
Немецкое же слово Deutsche «немцы» происходит от древневерхненемецкого слова diutisc (от diot, что значит «народ»), которое использовалось в словосочетании «народный язык», как называли немецкий язык. Слово ein diutscher в смысле одного представителя немецкого народа появилось в средневерхненемецком языке во второй половине XII века. Корень закрепился во многих современных германских и некоторых языках Юго-Восточной Азии: в африкаанс (Duitsland, Duits), фарерском (Týskland, Týskt), датском (Tyskland, tysk), нидерландском (Duitsland, Duits), шведском (Tyskland, tysk(a)), японском (ドイツ, ドイツ人 или ドイツ語), корейском (독일, 독일인 или 독일사람) и других. В английском языке, однако, происходящее от этого корня слово Dutch стало относиться к жителям соседних Нидерландов (Dutch).
В других языках распространены иные корни. Латинский корень german употребляется для обозначения немцев и немецкого языка в английском (Germany, German), индонезийском (Jerman, Jerman), румынском (Germania, germana) и в других языках. В русском языке корень употребляется только в названии страны («Германия»), тогда как название языка и определение «немецкий» образованы от славянского нѣмьць. Схожая ситуация и в итальянском языке, где корень используется только в названии страны (Germania), а определение (tedesco) заимствовано из исконно германского diutisc. В других языках используются корни от названия германского народа алеманнов. В большинстве своём это романские языки: французский (allemand), португальский (alemão), испанский (alemán) и другие. Этот же корень существует в арабском (almāniyy — الألمانية), турецком языке (Alman), азербайджанском языке (Alman) и татарском языке (Алман). Менее распространённые корни этнонима, которые происходят от названий других германских племён: saksa — от племени саксов (в эстонском языке), bawerski — от племени баваров (в лужицких языках).
Восточными славянами и балтами для обозначения конкретно германцев использовался термин «тевтоны», ведущий от латинского названия германских племён Teutoni, упоминаемых вместе с кимврами. Он же дал название Тевтонскому ордену (официальное — «Тевтонской братии церкви Святой Марии Иерусалимской»). Это не самоназвание — так называли лишь жители Великого княжества Литовского, Польши и племена балтов.

## Немцы как этнос

### История

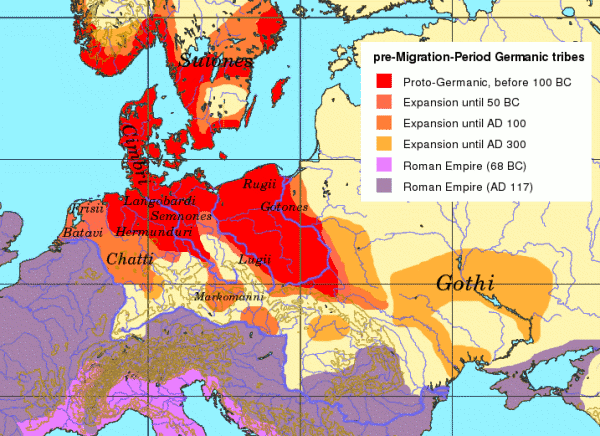
Германские племена между 100 и 400 годами нашей эры

В становление современного немецкого этноса внесли вклад такие германские племена и их союзы, как алеманны, бавары, франки, саксы, швабы и другие, заселившие в Средние века территорию нынешней Германии.
После раздела Франкской империи в 843 году образовалось Восточно-Франкское королевство, с X века оно стало называться Тевтонским (лат. Regnum Teutonicorum, от германского племени тевтонов).
К XII—XIII векам территории, населяемые полабскими славянами и поморянами, были захвачены немецкими феодалами, после чего началась их интеграция в Священную Римскую империю и онемечивание этих славянских племён, однако поморяне (предки современных кашубов) и лужичане так и не подверглись полной ассимиляции немцами.
В XIII веке, после завоевания Тевтонским орденом территории, населяемой балтийским племенем пруссов, начался процесс их ассимиляции немцами.
В XIV веке силезские племена, попав под власть Люксембургов, начали подвергаться онемечиванию. Причём население Нижней Силезии было ассимилировано только частью, в отличие от Верхней.

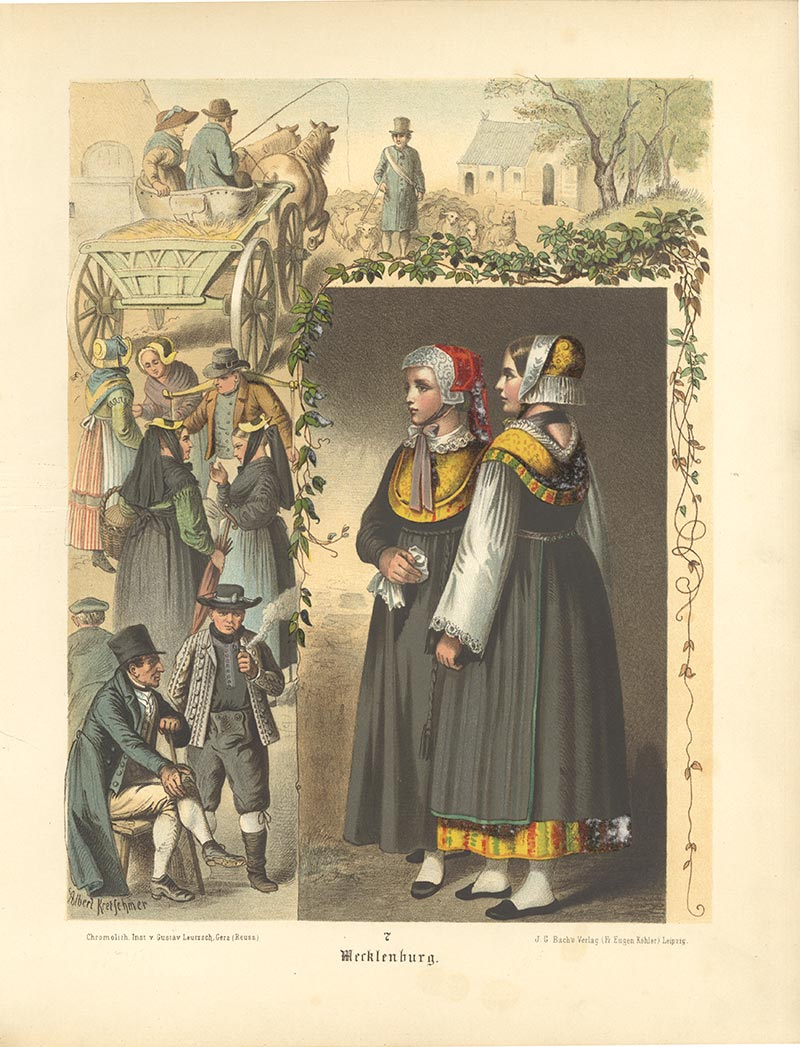
Немцы Мекленбурга в национальных костюмах

Долгое время Германия была феодально раздробленной, поэтому до сих пор в ней сохраняется много областных самоназваний — швабы, баварцы, саксонцы, франконцы и так далее. Решающую роль в объединении нации сыграло наиболее сильное во второй половине XIX века немецкое государство — Пруссия.

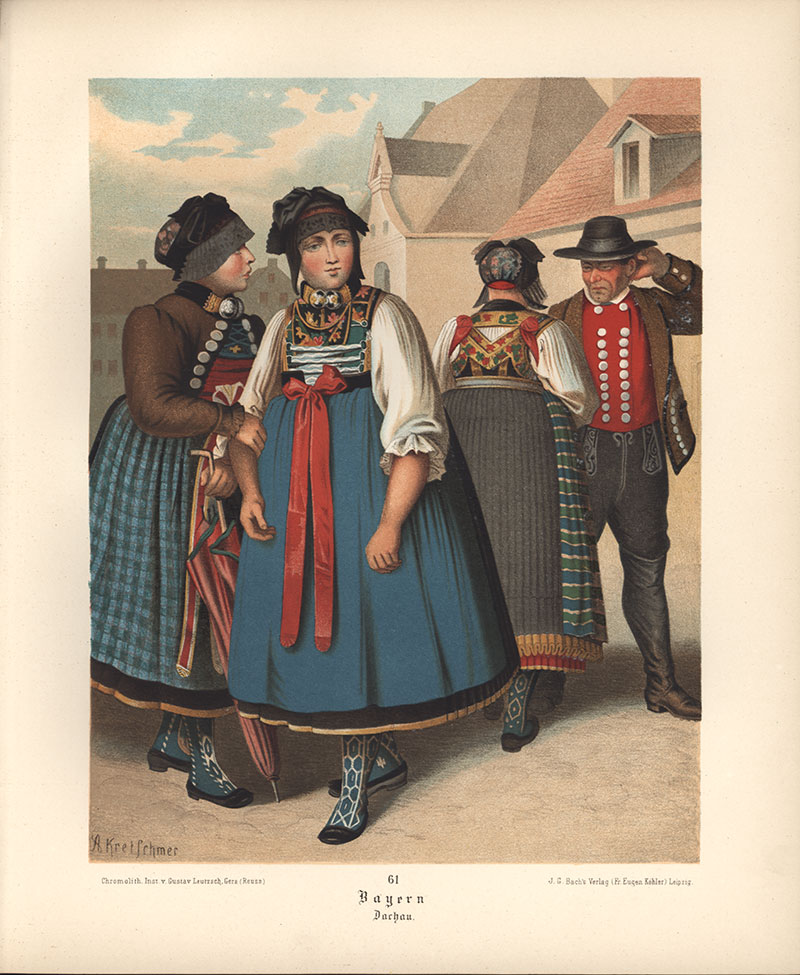
Баварцы в национальных костюмах

Немецкая нация была окончательно сформирована после создания Германской империи в 1871 году. Индустриализация и связанный с ней отход населения в города способствовали нивелированию региональных и этнографических различий.
Однако Германская империя не охватывала более двух третей немецкоязычной территории (нем. Sprachraum). Часть немецких этнических меньшинств, проживающих за рубежом, классическим примером которых являются балтийские немцы, считали себя немцами. Однако многие подданные Германской империи (рейхсдойче) с гневом отвергали претензии балтийских немцев на немецкость.

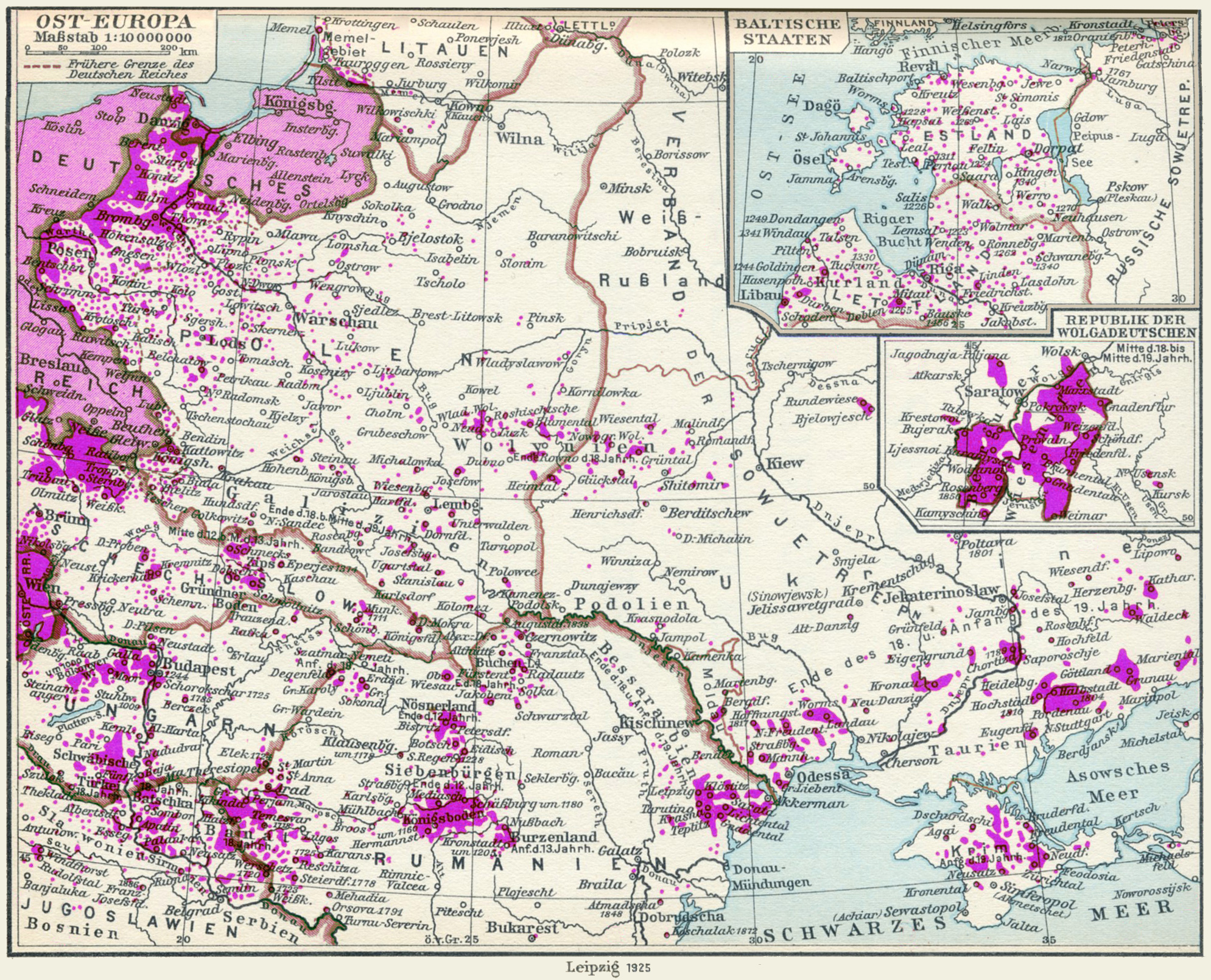
Расселение немцев в Центральной, Восточной и Юго-Восточной Европе в 1925 году

Группы немецкого населения в Центральной, Восточной и Юго-Восточной Европе формировались в ходе средневековой колонизации и более поздних переселений немцев на восток. После окончания Первой мировой войны, распада Австро-Венгрии и возникновения независимой Польши они стали национальными меньшинствами. В общей сложности за пределами немецких государств оказалось 6,5 млн немцев, в частности, Германия потеряла 3,5 млн немецкого населения. Впоследствии нацистская Германия использовала эту ситуацию в интересах своей агрессивной внешней политики, подогревая прогерманские настроения немецких меньшинств. После поражения Германии во Второй мировой войне принудительному выселению из различных государств подверглось около 12-14 млн немцев.

### Субэтносы
По языковому признаку среди немцев Германии наиболее выделяются несколько субэтносов.
- Собственно немцы, говорящие на стандартном немецком языке, включая средненемецкие и восточно-нижненемецкие диалекты — около 50,3 млн чел. в северо-восточной и средней частях Германии.
- Нижнесаксонские немцы, говорящие на нижненемецких (нижнесаксонских) диалектах — около 7,2 млн чел. на северо-западе Германии (Нижняя Саксония, Шлезвиг-Гольштейн, Северный Рейн-Вестфалия и др.).
- Баварцы, говорящие на баварском диалекте — около 6,0 млн на юге Баварии (округа Верхняя Бавария, Нижняя Бавария, Верхний Пфальц)
- Франконцы, говорящие на франконских (восточно-франкских) диалектах — около 4,9 млн на севере Баварии (округа Верхняя Франкония, Нижняя Франкония, Средняя Франкония).
- Саксонцы (верхнесаксонцы), говорящие на саксонском языке (верхнесаксонском диалекте) — около 2,0 млн чел. в Саксонии — по языку вместе с тюрингенцами объединяются в тюрингско-верхнесаксонскую группу диалектов (вместе с которыми расселены также в Тюрингии и Саксонии-Анхальт)
- Швабы, говорящие на швабском диалекте — около 0,8 млн чел. на юге Германии, в Баден-Вюртемберге и юго-западе Баварии (округ Швабия).

### Язык

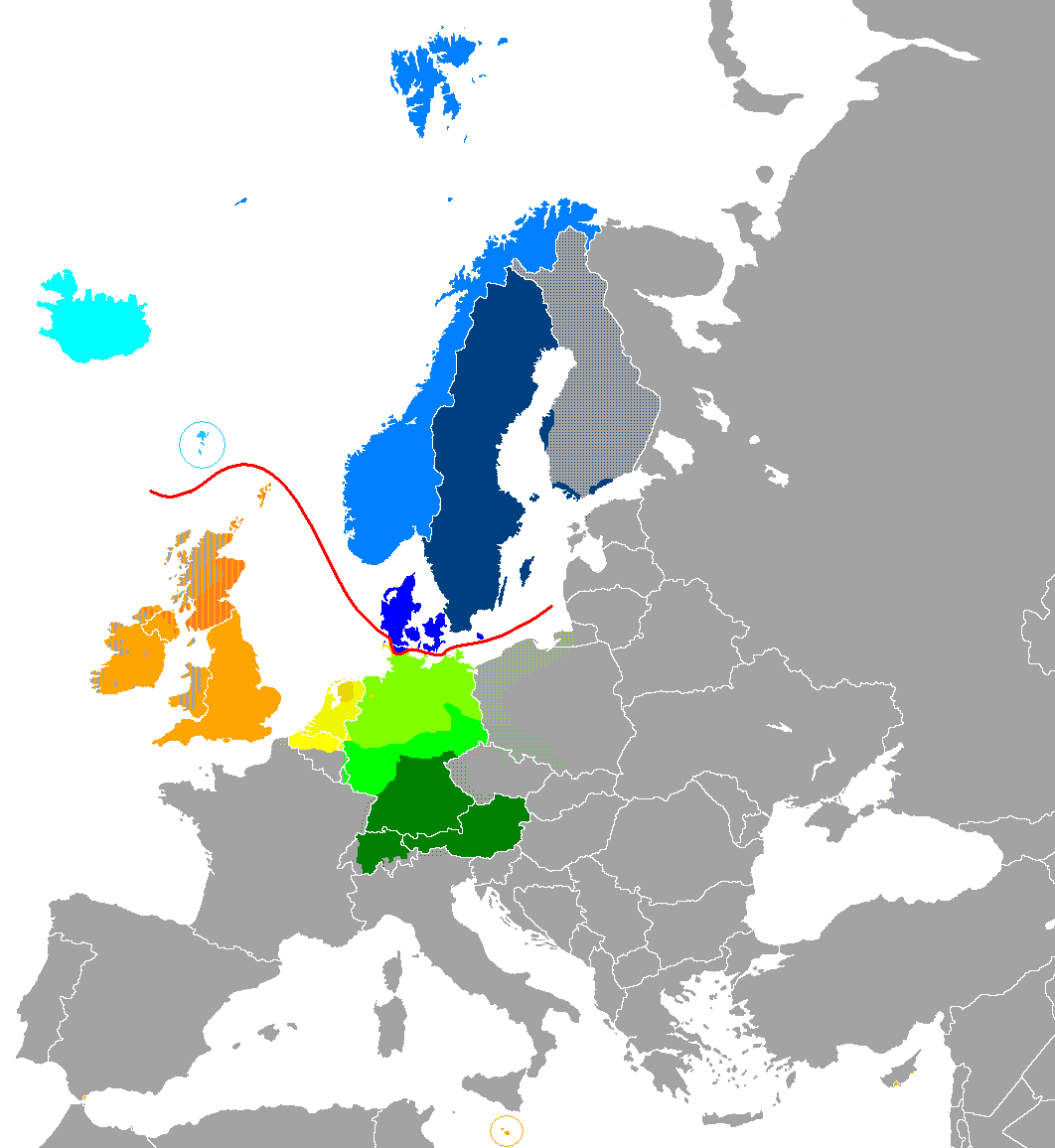
Западногерманские языки:
Нидерландский (нижнефранконский, западногерманский)
Нижненемецкий (западногерманский)
Центрально-немецкий (высокогерманский, западногерманский)
Верхненемецкий (высокогерманский, западногерманский)
Английский (англо-фризский, западногерманский)
Фризский (англо-фризский, западногерманский)
Северогерманские языки:
Восточно-скандинавский
Западно-скандинавский
Линия, разделяющая северный и западный германские языки

Немецкий язык относится к германской группе индоевропейской языковой семьи. По́зднее образование единого немецкого государства способствовало откладыванию кодификации норм немецкого языка, общего для всех немцев, и сохранению сильных различий между субэтническими группами немцев. По этой причине в Германии существует широкое диалектное разнообразие, в котором большинство диалектов зачастую значительно отличаются в произношении, грамматике и словоупотреблении от общепринятого литературного языка (нем. Hochdeutsch) и друг от друга вплоть до проблем взаимопонимания между носителями диалектов.

## Немцы как политическое понятие
В широком смысле немцы — лица немецкой национальности (нем. deutsche Volkszugehörigkeit), представители немецкого народа (нем. deutsches Volk). Лица немецкого происхождения (нем. Deutschstämmige) — лица, имеющие предков немецкой национальности и не обладающие немецким гражданством. Часто таких людей более не относят к немцам, хотя и признаётся у них наличие немецких предков, например американцы немецкого происхождения.
Закон о гражданстве Германии определял немцев как немецких граждан (без различия национальности), ранее — граждан всех немецких земель и непосредственных граждан Германской Империи, тогда как Конституция ФРГ в статье 116 определяет немцев как немецких граждан (любой национальности), а также статусных немцев (нем. Statusdeutsche) — беженцев и перемещённых лиц немецкой национальности и членов их семей, а также официально признанных немецких переселенцев (нем. Aussiedler), не имеющих немецкого гражданства и принятых на территории Германии в соответствии с законом о делах перемещённых лиц и беженцев, который фактически и определяет критерии принадлежности к немецкой национальности.
До 1945 года для обозначения лиц немецкой национальности, но не имеющих немецкого гражданства, использовался термин фольксдойче (нем. Volksdeutsche). В праве нацистской Германии фольксдойче называли этнических немцев, проживающих за пределами Германской империи; немцы рейха именовались рейхсдойче. Также в нацистской Германии употреблялся термин лица немецкой крови (нем. Deutschblütige), обозначающий немцев, имеющих арийское происхождение. Сегодня все эти термины из-за нацистского прошлого более не употребляются. В современном разговорном немецком языке для обозначения этнических немцев Германии без миграционного прошлого используется неполиткорректный термин «бионемцы» (нем. Biodeutsche), который противопоставляется унижительному термину «паспортные немцы» (нем. Passdeutsche), обозначающему немецких граждан, не являющихся лицами немецкой национальности.

## Расселение в мире
Около половины немцев живёт за пределами Германии. Большая часть населения Австрии, Швейцарии, Лихтенштейна и Люксембурга, где распространён немецкий язык в собственных национальных вариантах, в последнее время считает себя не немцами, а австрийцами, швейцарцами и лихтенштейнцами.
Значительные общины немцев живут в Бельгии (около 70 тысяч, имеют культурно-языковую автономию), Дании, Франции (Эльзас и Лотарингия (северо-восток департамента Мозель)), Италии, Польше, Чехии, Словакии, Венгрии, Румынии (румынские немцы), России (российские немцы), Казахстане (также причисляемые к российским немцам в силу общности происхождения и культурно-языковой близости), а также в Бразилии, других странах Латинской Америки, Намибии и США (при этом по данным переписи населения лица немецкого происхождения представляют в США наиболее многочисленную группу, опережая по численности выходцев из Англии).

### Немцы в России
Немцы внесли заметный вклад в развитие российской науки и культуры. Многие из них отличились, находясь на государственной и военной службе в период объединения земель вокруг Москвы и особенно в период существования Российской империи.

### Немцы в США

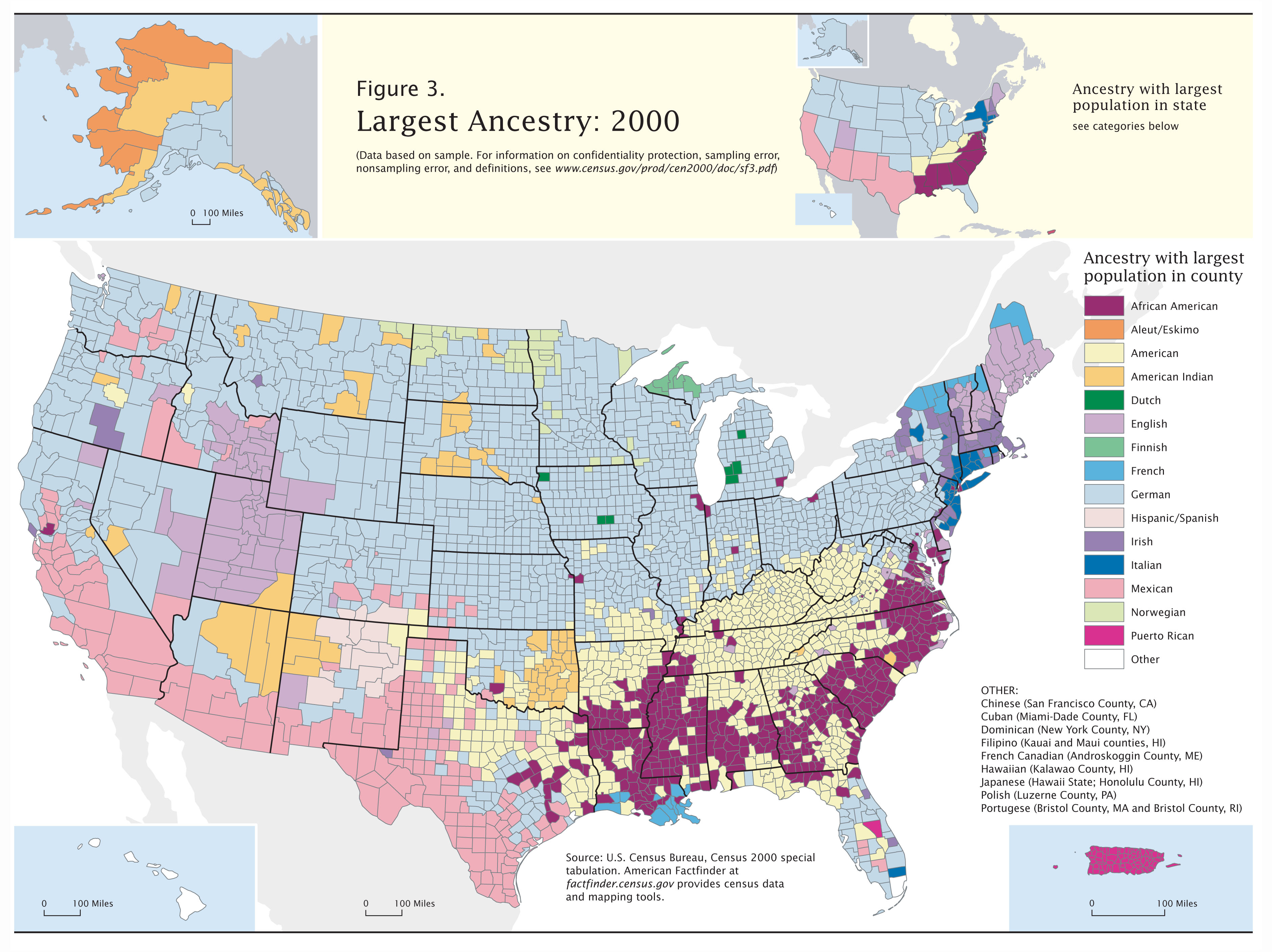
Население США по доминирующим этническим корням. Немецкое происхождение — голубой цвет

Одной из крупнейших (но не единственной) и наиболее ранней из немецких общин в США являются пенсильванские немцы, сохранившие своеобразный диалект. Значительный процент лиц немецкого происхождения наблюдается в северно-центральных штатах США (Висконсин, Иллинойс, Огайо и др.), а их максимальная концентрация — в штатах Северная Дакота и Южная Дакота: есть также крупные общины на юге (Техас, Миссури). По вероисповеданию американские немцы — почти целиком протестанты разных конфессий.
В целом число лиц, сохранивших немецкую идентичность и тем более язык, в США относительно мало, в то время как германское происхождение имеет весьма значительная часть его населения.
В 2016 году 50 % жителей канзасского округа Эллис сообщили, что их предки являются немцами, а ещё 5 % — что «немецкими русскими».

### Немцы в Казахстане

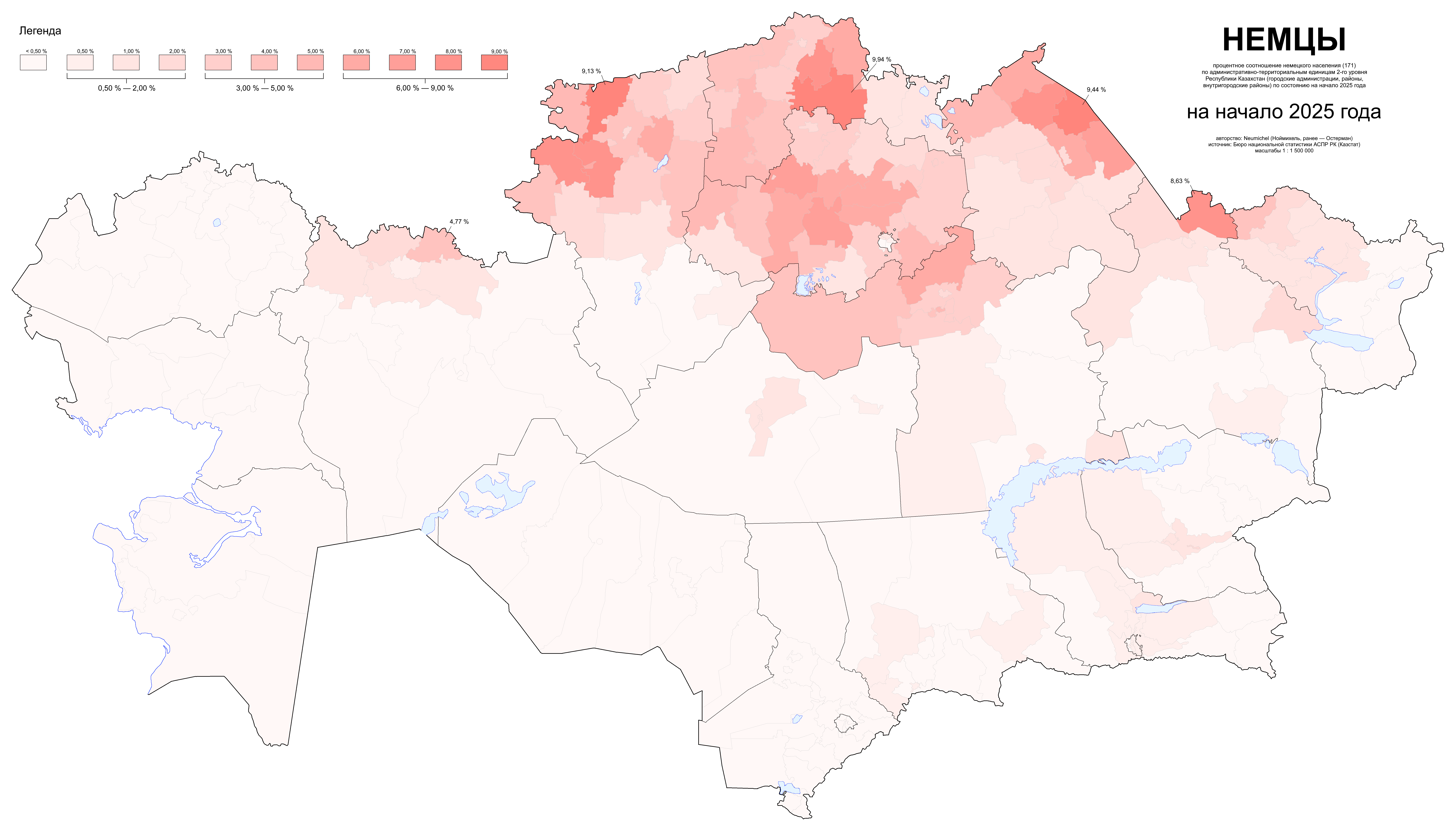
Расселение немцев в Казахстане по административно-территориальным единицам 2-го уровня, оценка на начало 2025 г.

Согласно результатам Национальной переписи населения 2021 года, в Казахстане проживало 226 092 немцев (1,2 % населения страны):6. Значительное их количество сосредоточено в северных, восточных и центральных областях республики, лингвистически являются русифицированными:476. В большинстве — православные:505.
Немцы стали проникать на территорию современного Казахстана после начала процесса присоединения страны в состав Российской империи в начале XVIII века и в основном преследовали военно-административные задачи и научные цели. Непосредственно немецкая община начала складываться с 90-х годов XIX века: согласно Первой всеобщей переписи населения 1897 года в Казахстане проживало 2,6 тыс. немцев, к началу Первой мировой войны — 63,5 тыс. чел. С началом Великой Отечественной войны, указом Президиума ВС СССР от 28 августа 1941 «О переселении немцев, проживающих в районах Поволжья», немцы, обвиненные в коллаборационизме, подверглись массовому выдворению в изобилующие пахотной землей районы Новосибирской и Омской областей, Алтайского края, Казахстана. Всего за период войны в республике было размещено порядка 400 тыс. немцев, часть из которых были мобилизованы в трудовые армии. В последующем, положение немецкого населения относительно улучшилось и их численность продолжала неуклонно расти. Так, по переписи 1989 года, немцы являлись третьим по численности народом в Казахстане с численностью 958 тыс. чел. После распада СССР, большинство немцев репатриировало в историческую родину в качестве поздних переселенцев.

## Быт и культура

### Традиционное хозяйство
В строительстве являются классическими каркасные (фахверковые дома), среди более крупных сооружений — готические соборы. Фахверковые дома часто встречаются и в городах.
Выделяется 4 типа сельских домов:

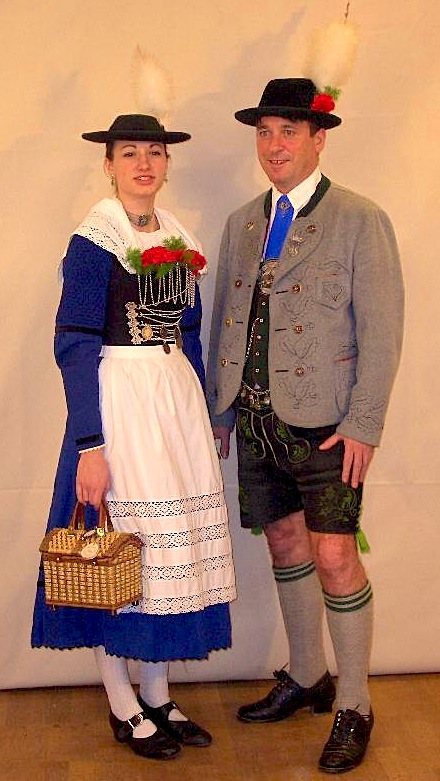
Пара в баварском национальном костюме (трахте)

- Нижненемецкий дом — одноэтажный, каркасный, все помещения — под одной крышей, для отопления использовался очаг, в XIX веке он заменён камином. Жилище было разделено на несколько комнат.
- Средненемецкий дом — двухэтажный, каркасный, внизу — жилая часть, вверху — подсобные помещения; хозяйственные постройки — во дворе. Внутри — очаг и печь.
- На юге Германии распространён альпийский дом, характерный также для австрийцев.
- В земле Баден-Вюртемберг — шварцвальдский, переходный от средненемецкого к альпийскому.

Местные различия выражены и в мебели: если на севере в украшении преобладает резьба, то на юге — роспись.
Традиционная немецкая одежда сложилась в XVI—XVII веках, но вышла из употребления уже в XIX веке. Женщины носили корсажи, кофты, разной длины юбки, передники, наплечные платки, в Верхней Баварии — платье. Мужчины носили рубахи, короткие и длинные штаны, безрукавки, жилеты, шейные платки. Обувь — кожаные башмаки с пряжками, сапоги, изредка — деревянные башмаки. Позже на юге стал популярен тирольский костюм — короткие штаны на подтяжках, белая рубаха, красная безрукавка, чулки до колен, туфли, шляпа с пером.
Пища — в зависимости от типа хозяйства. На севере — картофель и блюда из него, ржаной хлеб, на юге — мучные изделия, лапша, клёцки, пшеничный хлеб. Сосиски и колбасы считались общенемецкими продуктами. Один из классических напитков — пиво. Праздничная пища — свиная голова, свинина, гусь, карп, квашеная капуста, много мучных — торты, пряники, печенье.

### Праздники
Главные праздники — общие, Рождество и Новый год. В январе и феврале проводятся карнавалы (широко известен Кёльнский карнавал).
Вальпургиева ночь — это наиболее значительный из языческих праздников, посвященный плодородию. Вальпургиева ночь отмечается ночью 30 апреля в ознаменование расцветающей весны.
Название Вальпургиевой ночи связано с именем святой Вальпурги, уимбурнской монахини, приехавшей из Англии в Германию в 748 году с целью основания монастыря. Она умерла 25 февраля 777 года в Хайденхайме. Она пользовалась чрезвычайной популярностью, и её очень скоро начали почитать как святую. В римском списке святых её день — 1 мая.
В Средние века существовало поверье, что Вальпургиева ночь является ночью пиршества ведьм во всей Германии и Скандинавии. Ведьмы садились верхом на метлы и слетались на горные вершины, где проводили время в диких пирах, плясках и совокуплении с демонами и дьяволом.
Вальпургиева ночь в чём-то схожа с Хэллоуином.

## Галерея

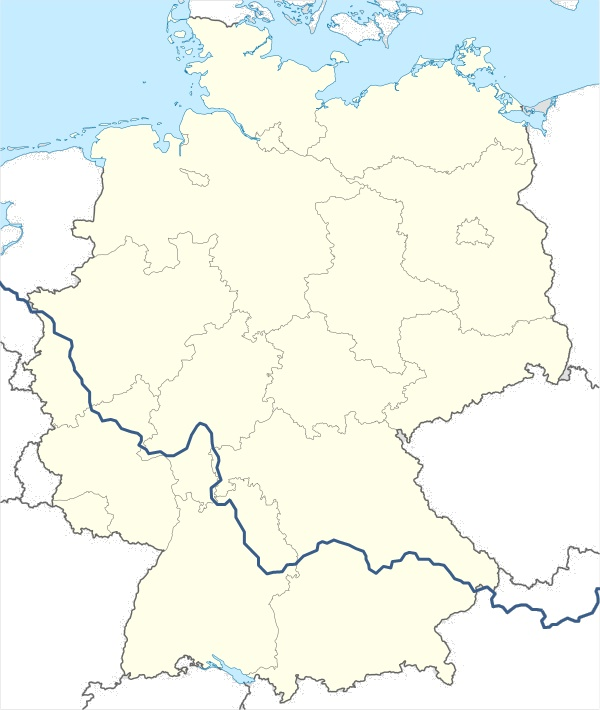
Римские и современные границы.
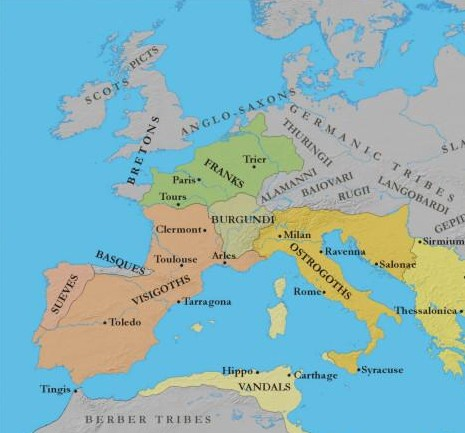
Германские королевства в Европе ок. 500 г. н. э.
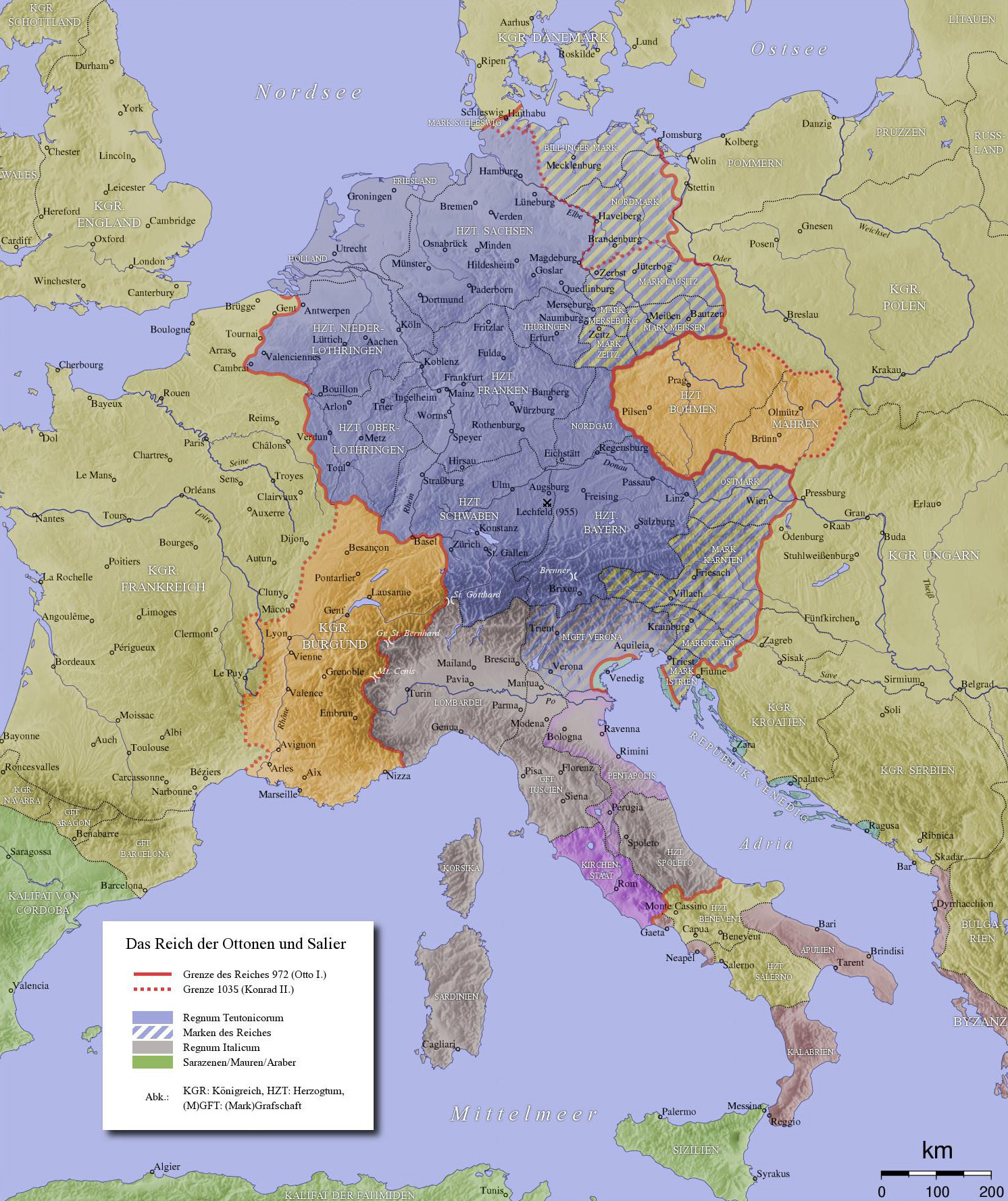
Протяженность Священной Римской империи в 972 году (красная линия) и 1035 году (красные точки) с выделением Королевства Германия синим цветом
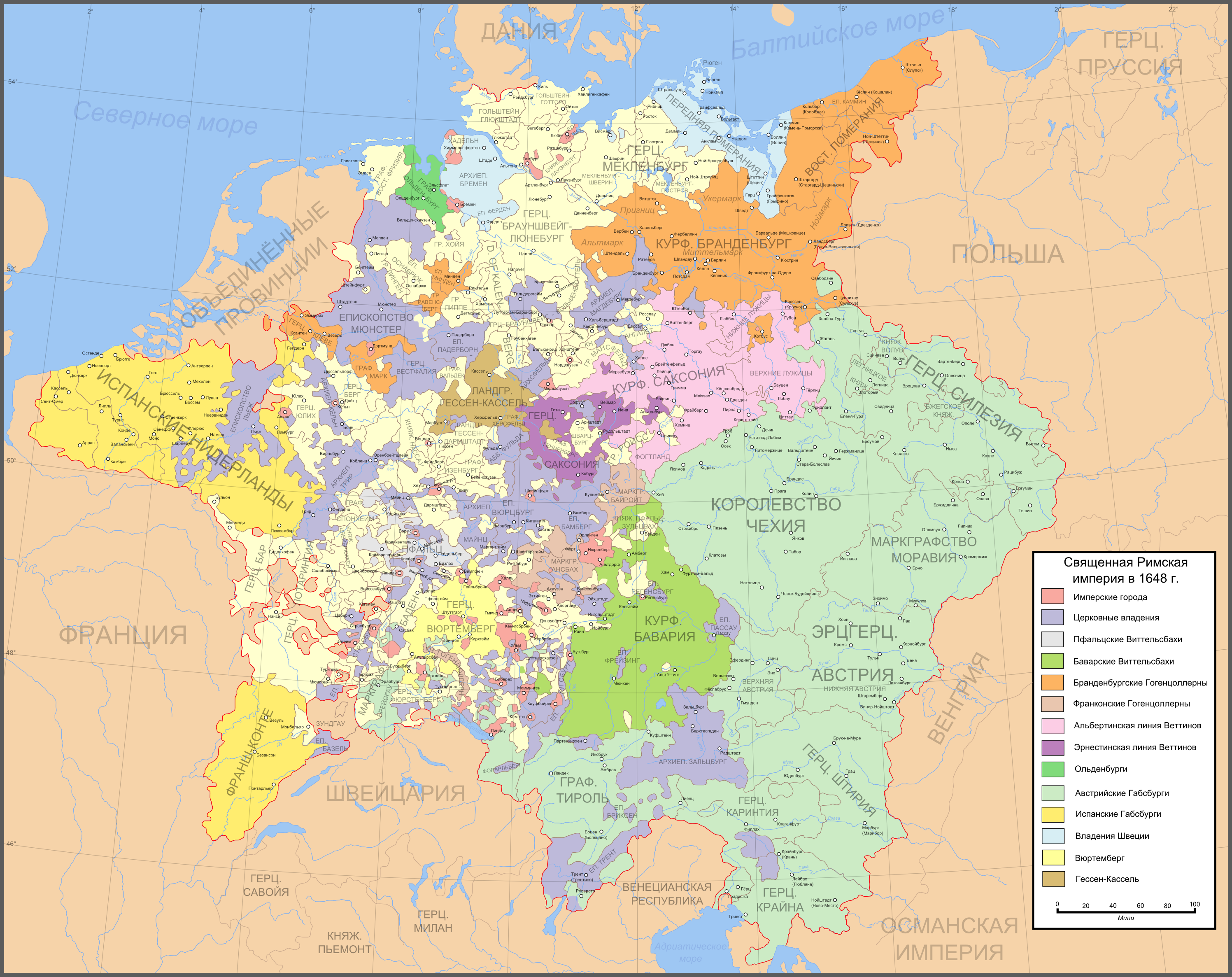
Священная Римская империя после Вестфальского мира, 1648
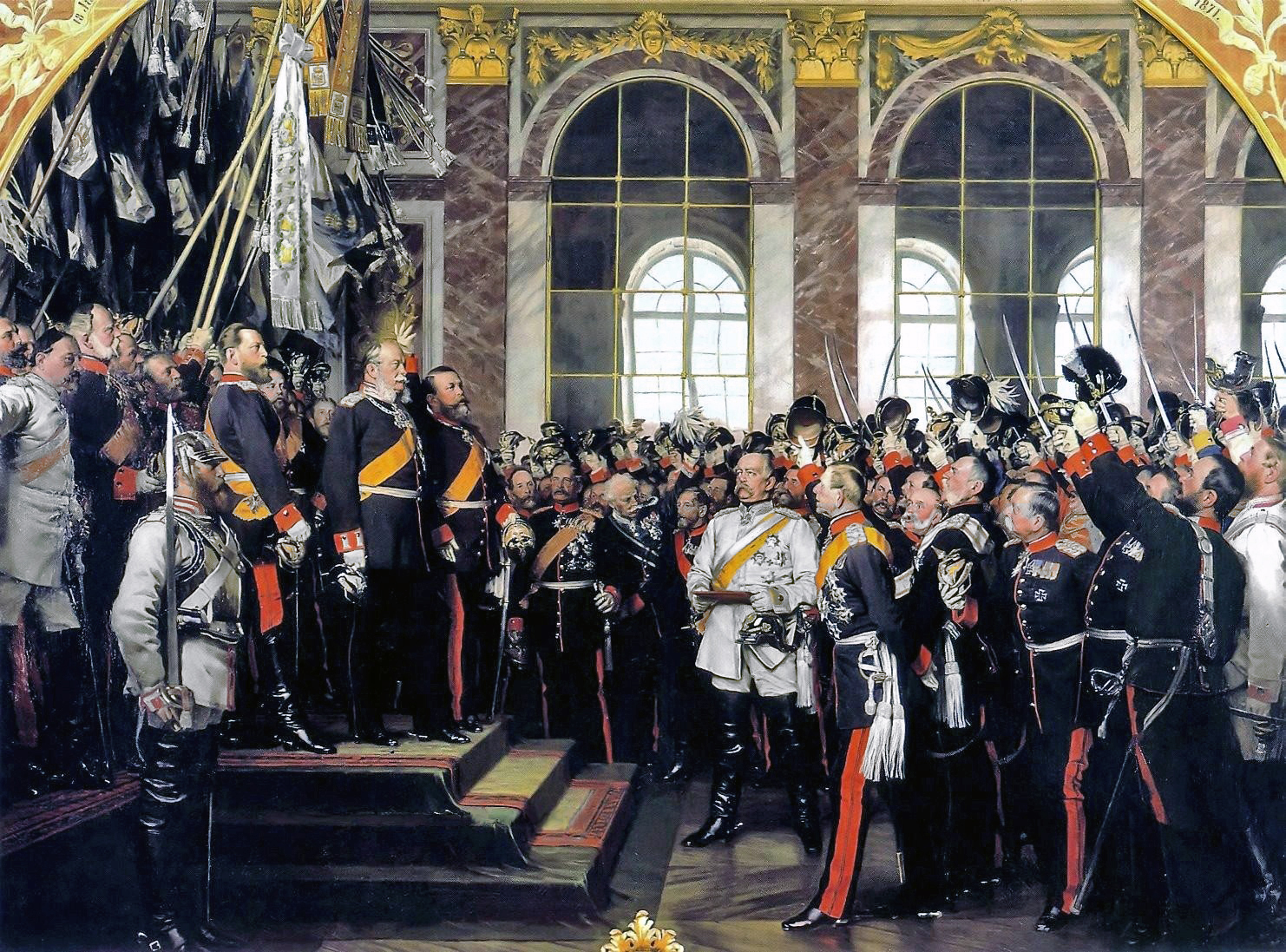
18 января 1871 года: провозглашение Германской империи в Зеркальном галерее Версальского дворца. Бисмарк появляется в белом. Великий герцог Баденский стоит рядом с Вильгельмом, ведя приветствие. Наследный принц Фридрих, позже Фридрих III, стоит справа от отца.
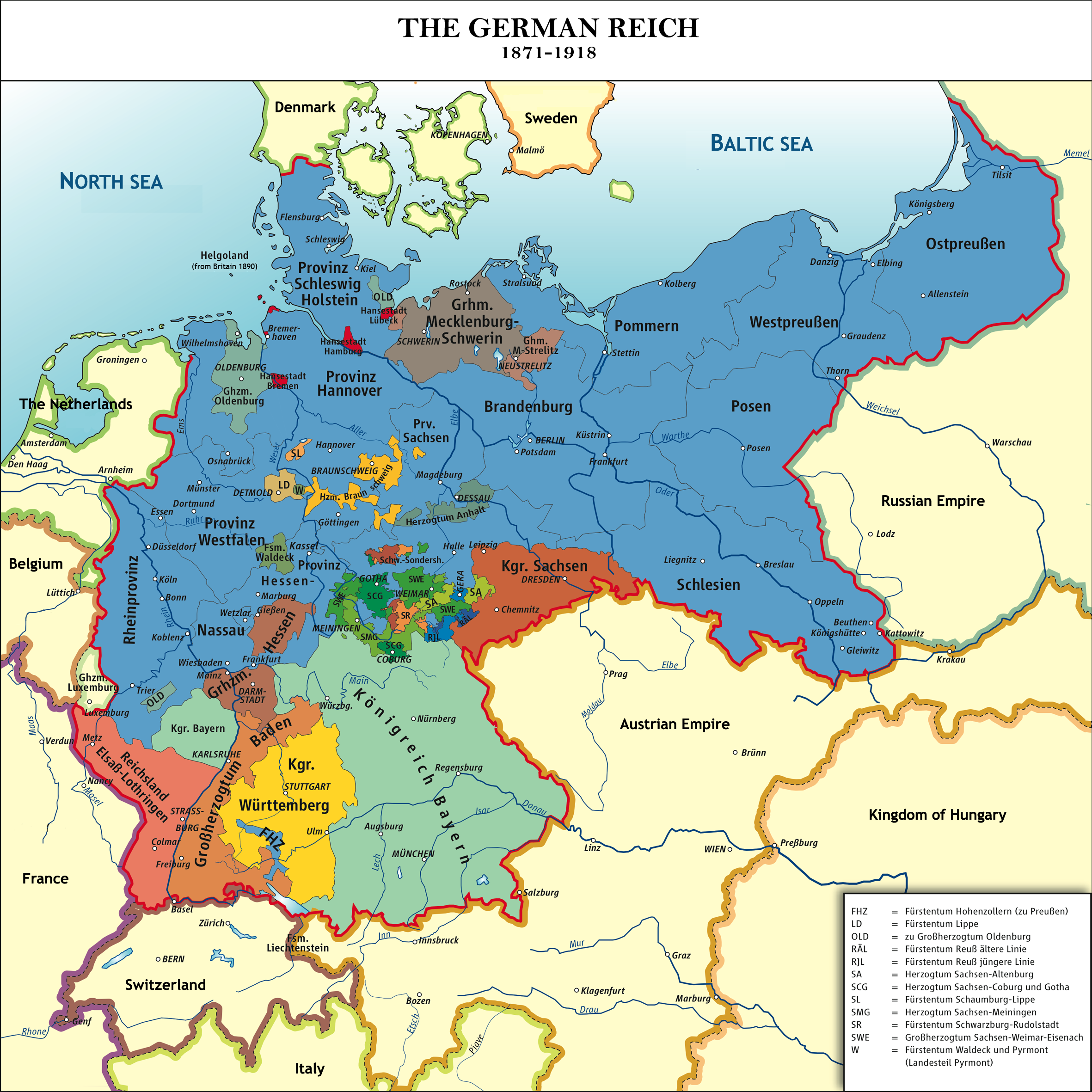
Германская империя 1871–1918 гг. Исключая немецкоязычную часть многонациональной Австрийской империи, это географическая конструкция представляла собой Kleindeutsche Lösung («Меньшее немецкое решение»).
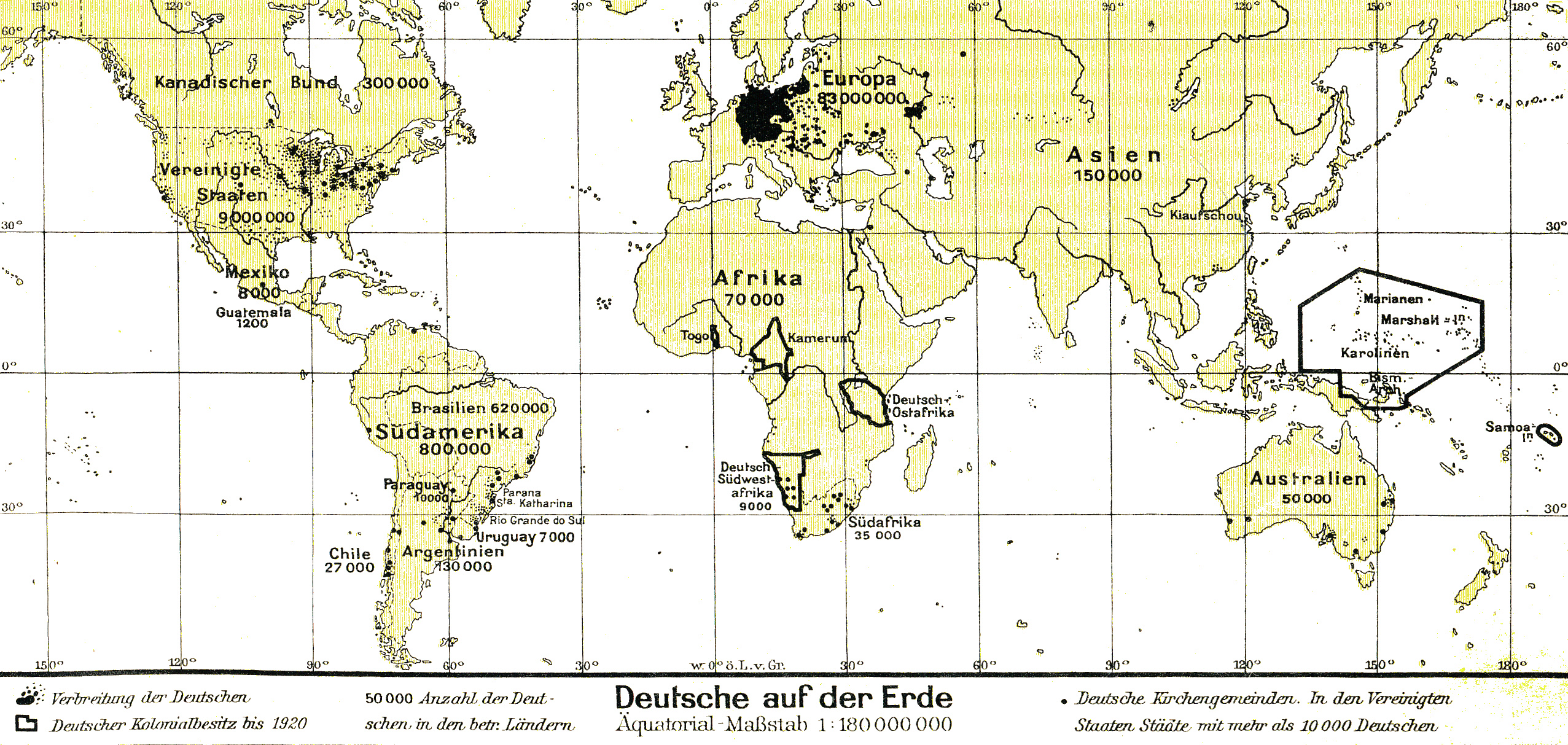
В 1930 году около 100 миллионов человек по всему миру имели немецкое происхождение.
Немецкий (международный язык) остаётся важным вторым языком в большей части Центральной и Восточной Европы и в международном научном сообществе
Немецкоязычная Европа[англ.]
Немецкая диаспора
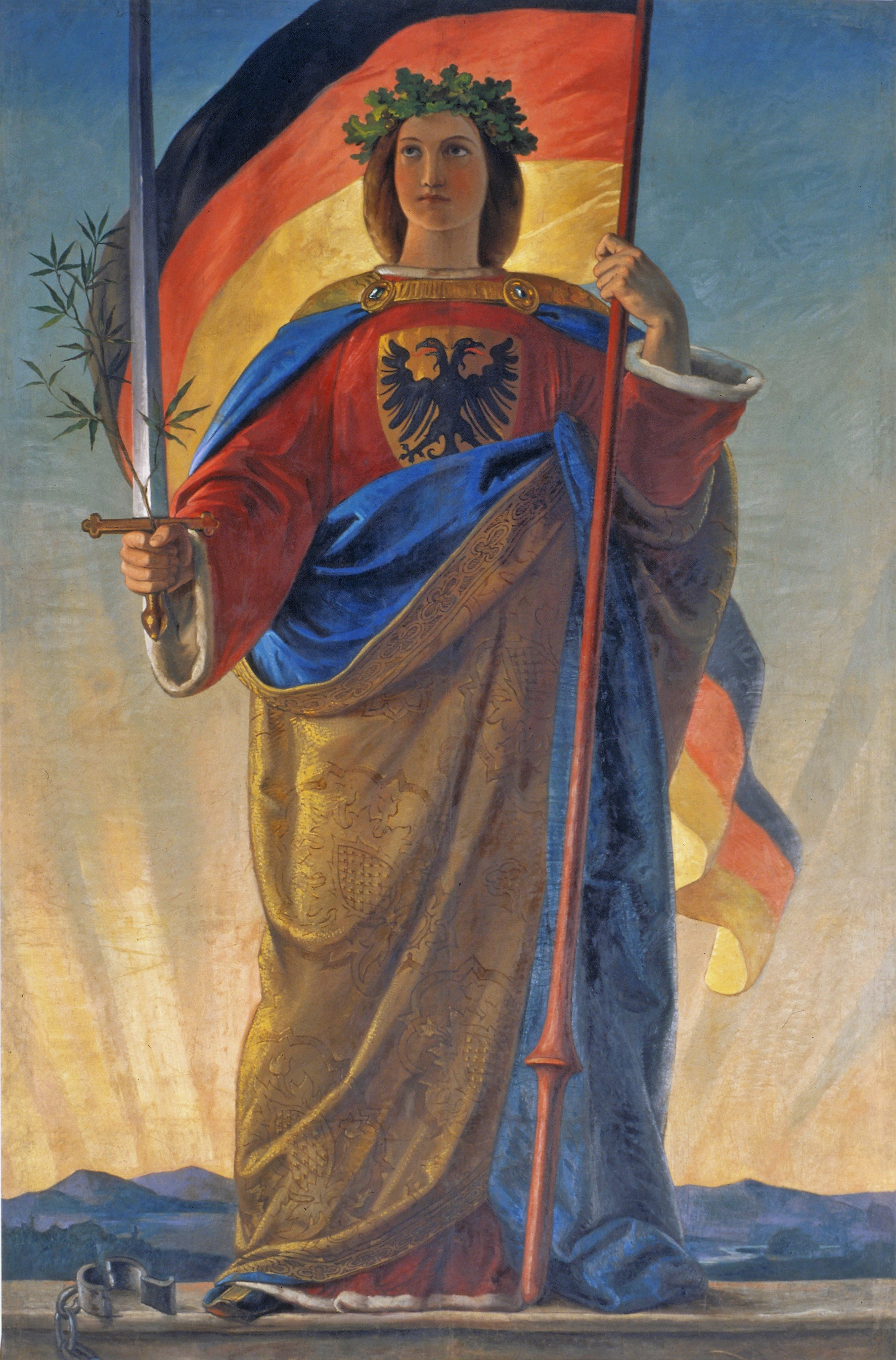
«Германия»[англ.] — картина 1848 года, экспонируется в церкви Святого Павла во Франкфурте-на-Майне
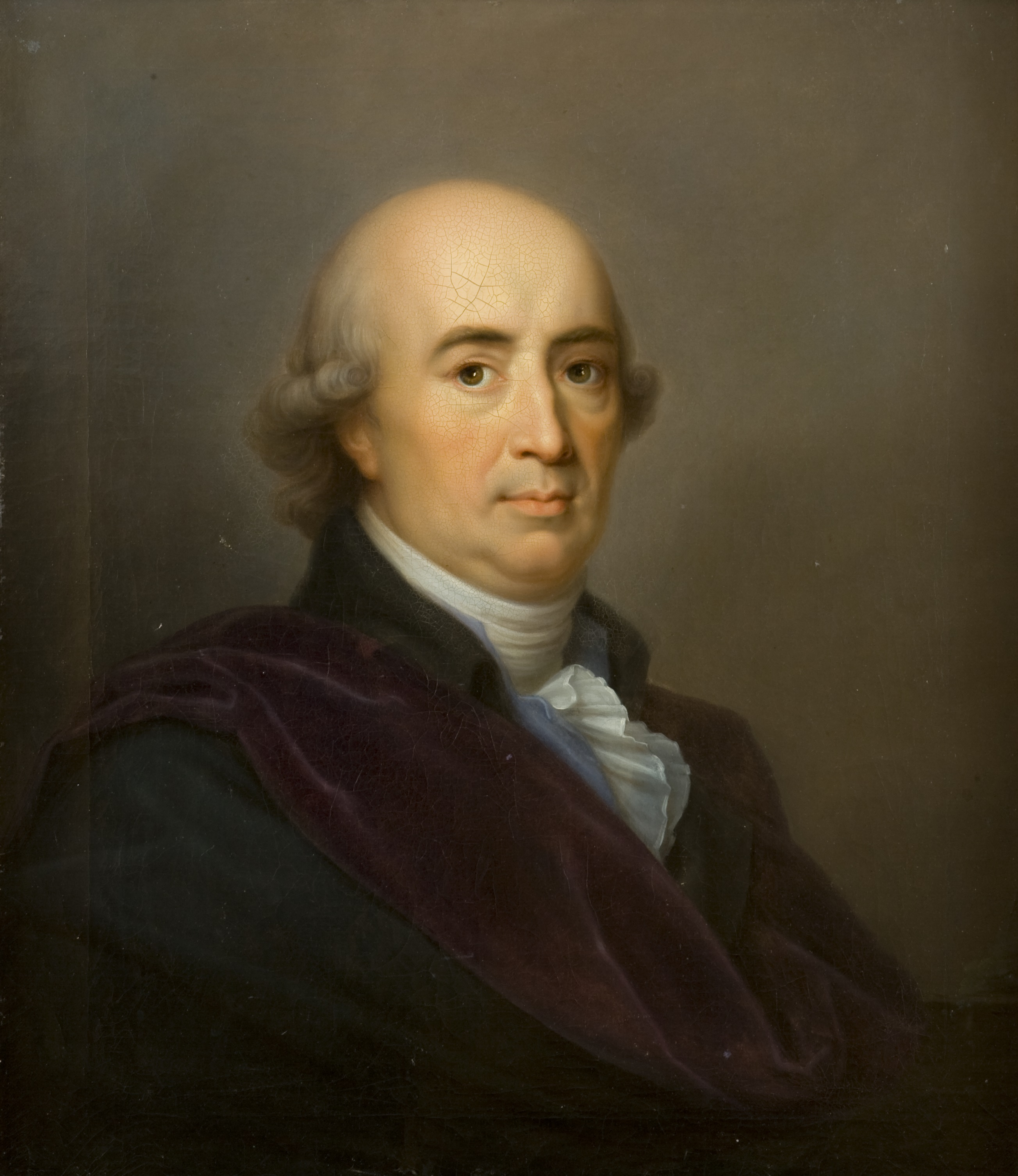
Иоганн Готфрид Гердер
Этноязыковая карта Австро-Венгрии, 1910 г.
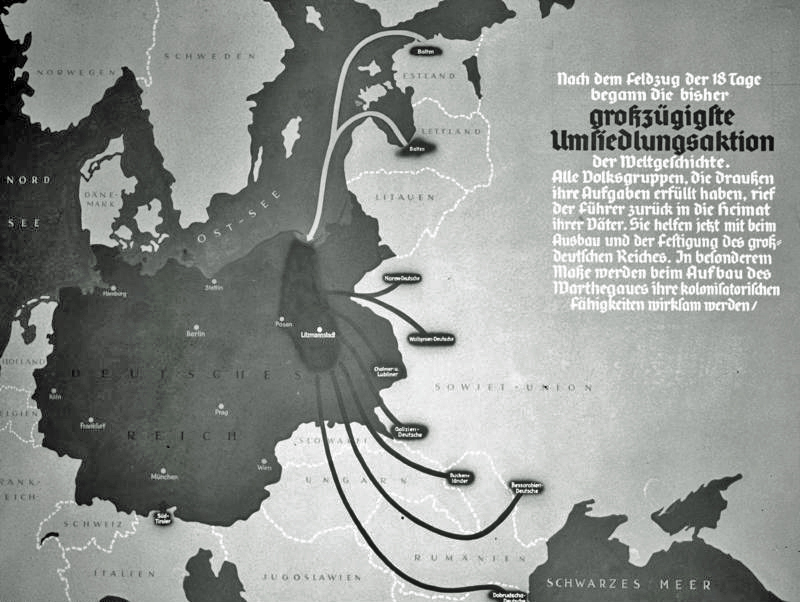
Heim ins Reich
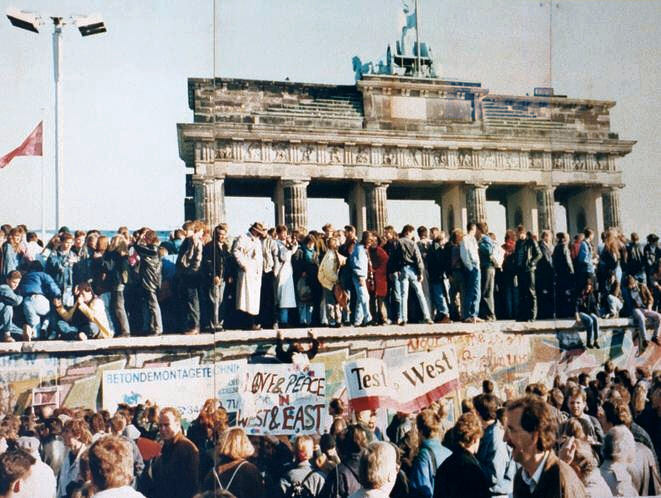
Падение Берлинской стены в 1989 году привело к воссоединению Восточной и Западной Германии
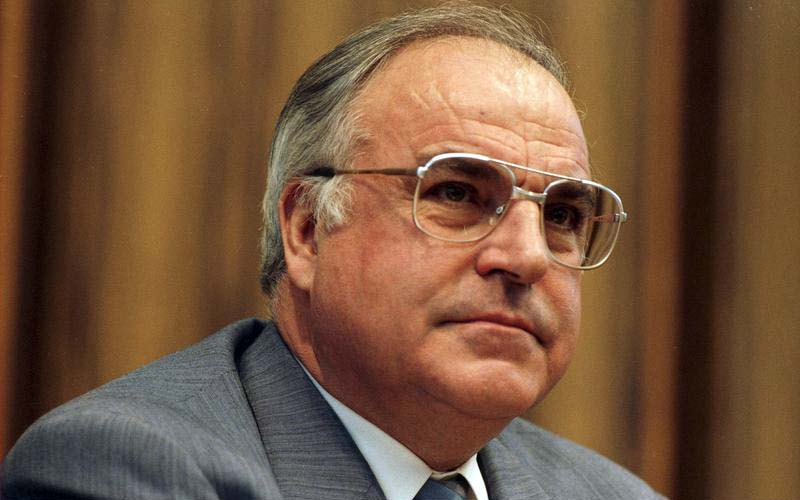
Гельмут Коль сыграл главную роль в воссоединении Германии
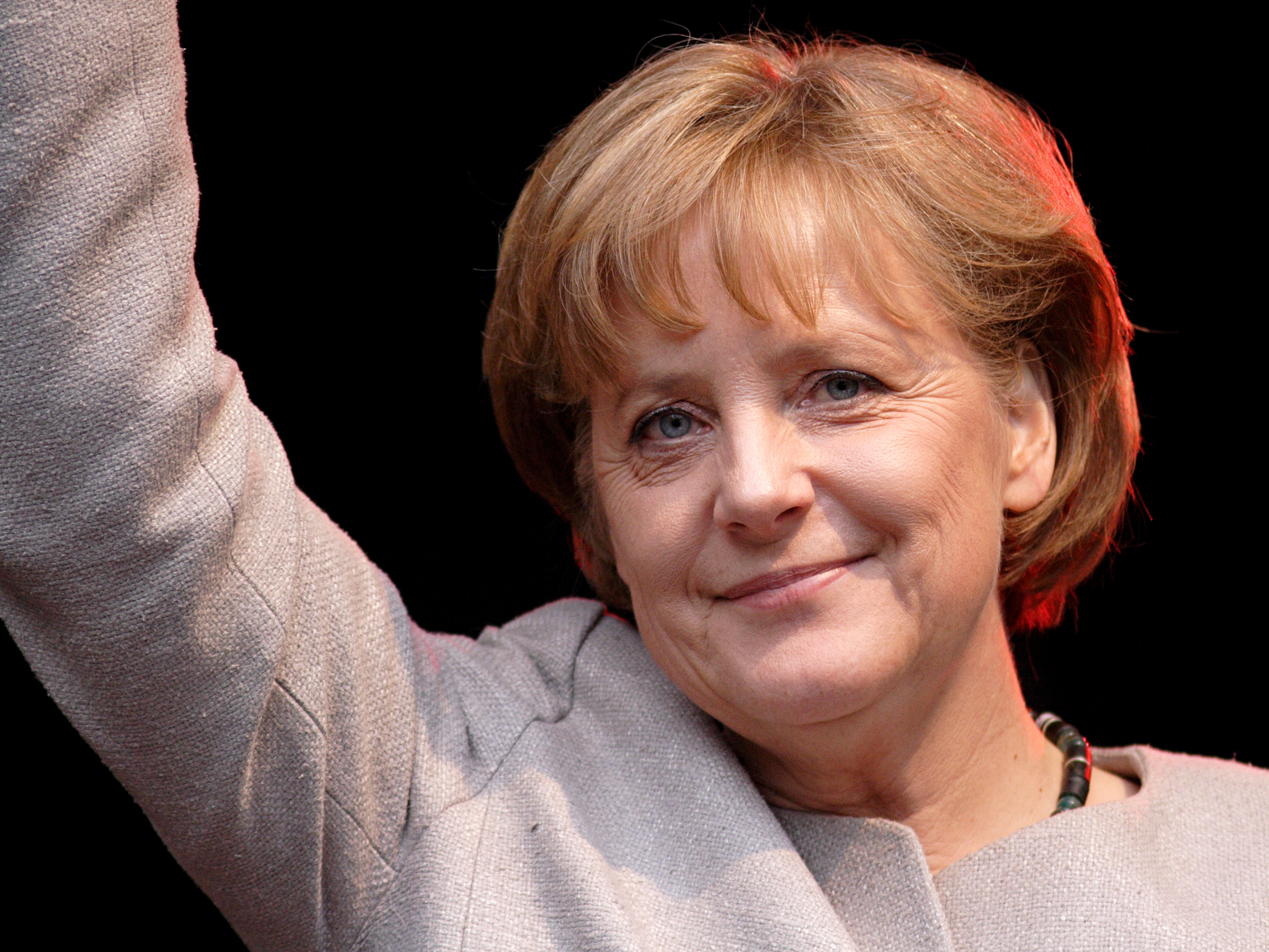
Ангела Меркель, федеральный канцлер Германии в 2005-2021 годах

Литература
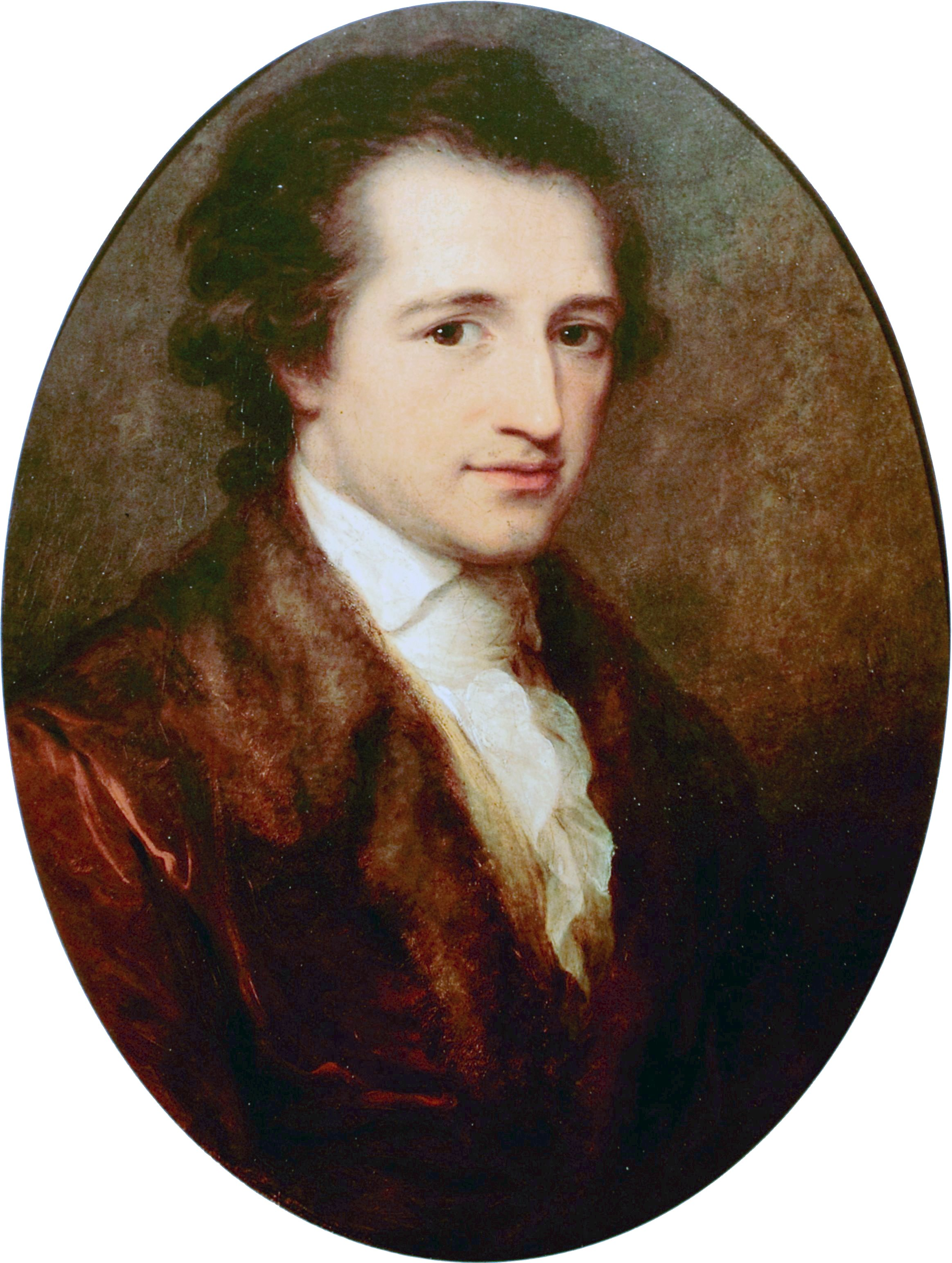
Иоганн Вольфганг фон Гёте, величайший немецкий писатель, поэт, мыслитель.
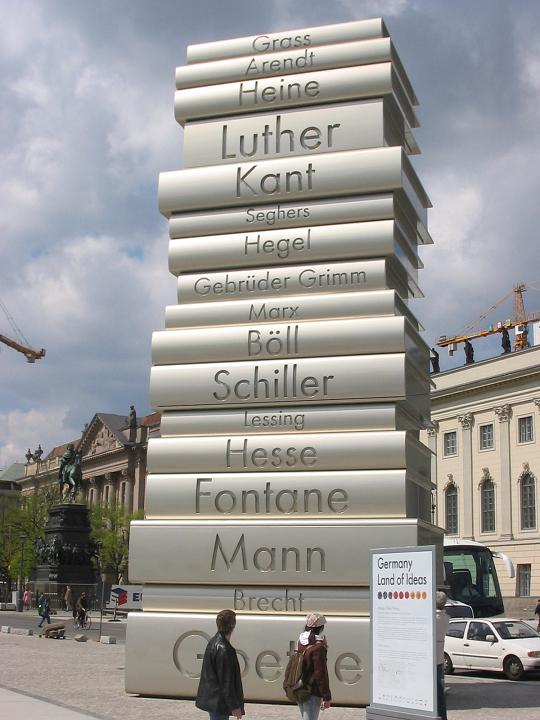
Аллея Идей[англ.] (Берлин) — скульптура, чествующая Иоганна Гутенберга и некоторых самых влиятельных писателей Германии
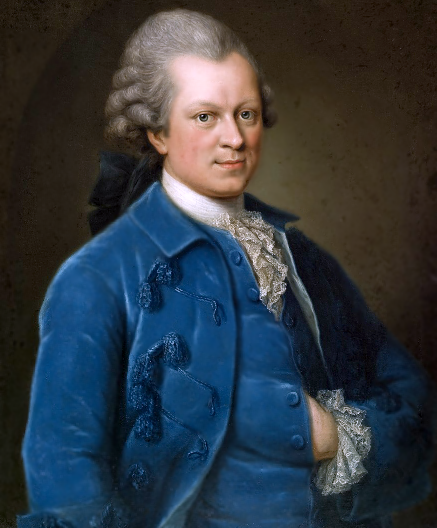
Готхольд Эфраим Лессинг Просвещения
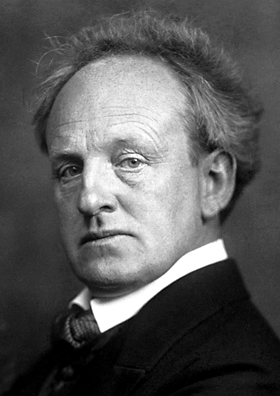
Герхарт Гауптман, немецкий драматург и писатель, получивший Нобелевскую премию по литературе в 1912 году.
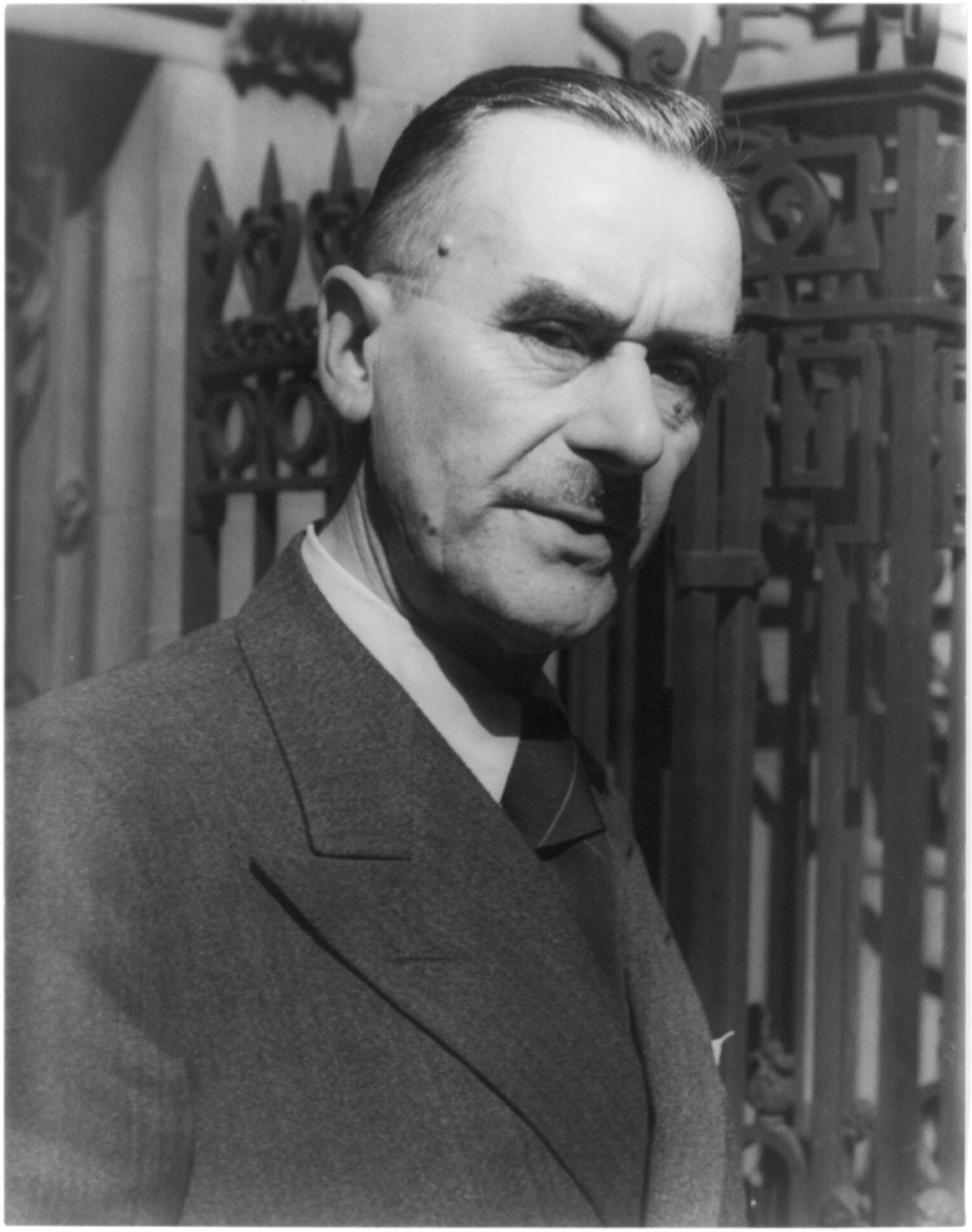
Томас Манн, немецкий романист, автор коротких рассказов, общественный критик, филантроп, эссеист и лауреат Нобелевской премии по литературе 1929 года.
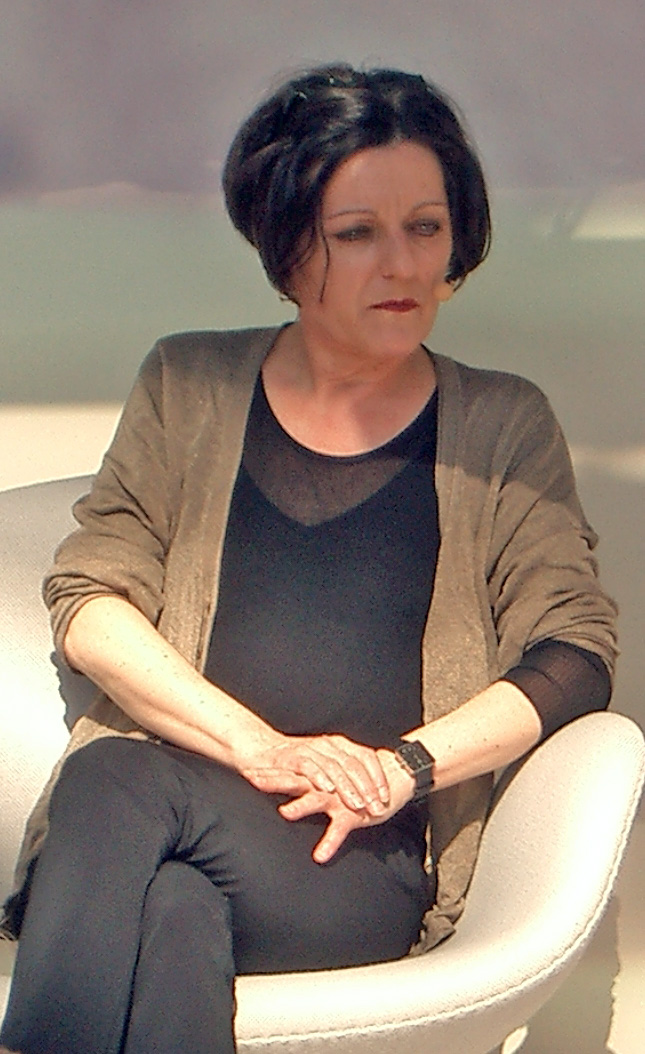
Герта Мюллер, швабского происхождения, была рождена в немецком меньшинстве в Румынии. Она является лауреатом Нобелевской премии по литературе 2009 года за свой роман «Вдох-выдох».

Философия
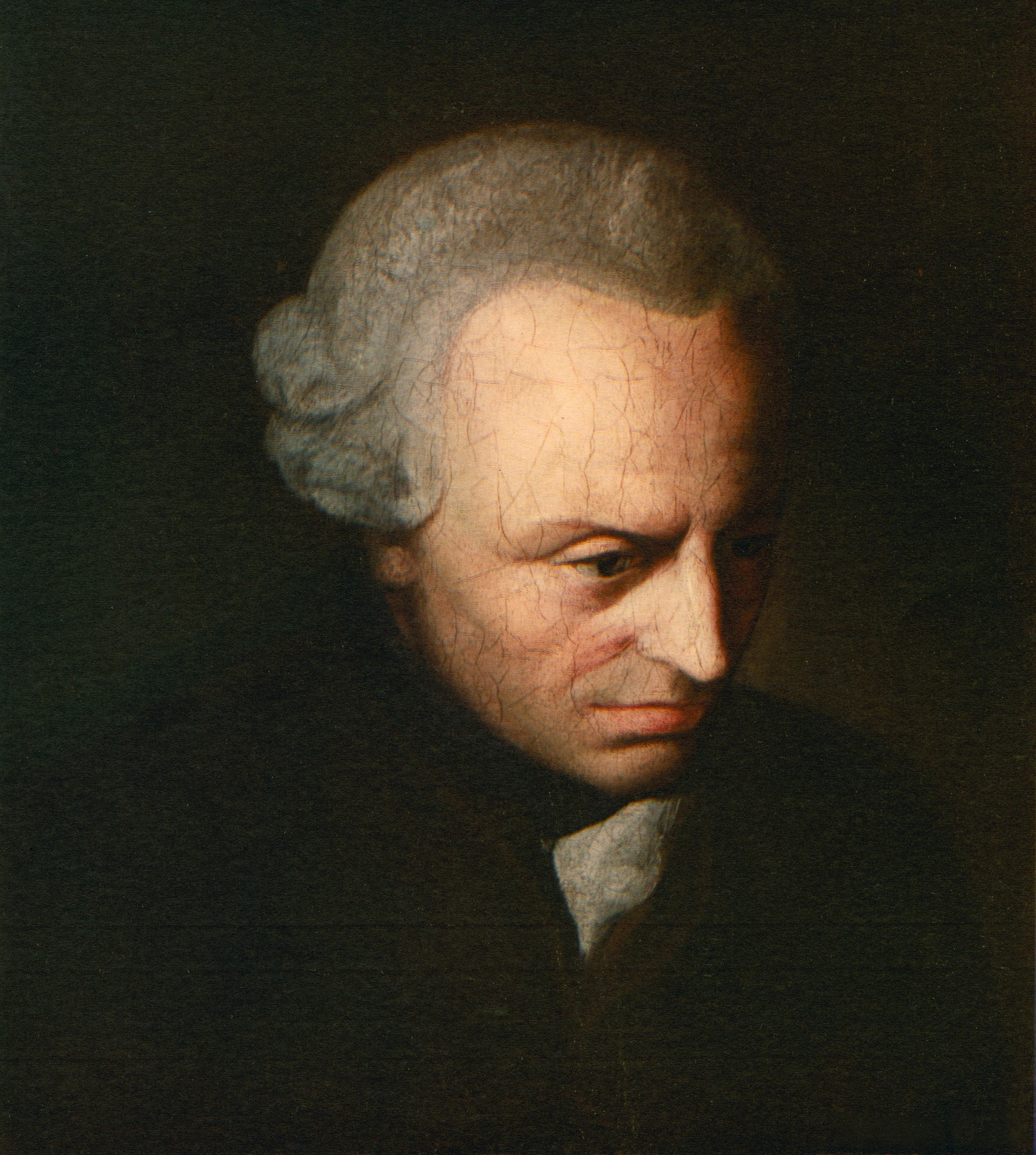
Немецкий философ Иммануил Кант
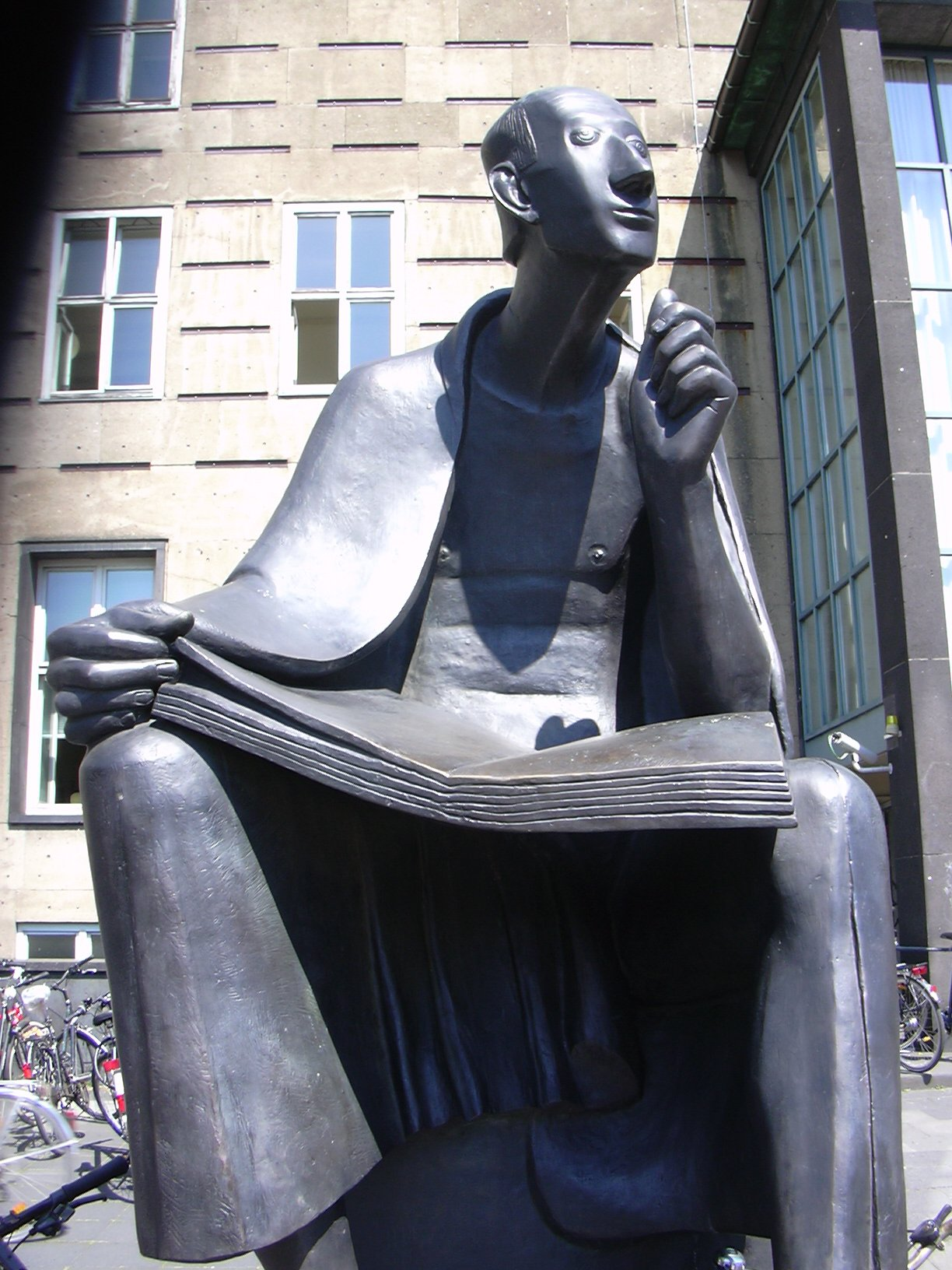
Статуя Альберта Магнуса, средневекового немецкого философа, теперь объявлен католическим святым.
Артур Шопенгауэр, немецкий философ, наиболее известный своей книгой Мир как воля и представление. Своими работами он оказал влияние на многих других мыслителей.
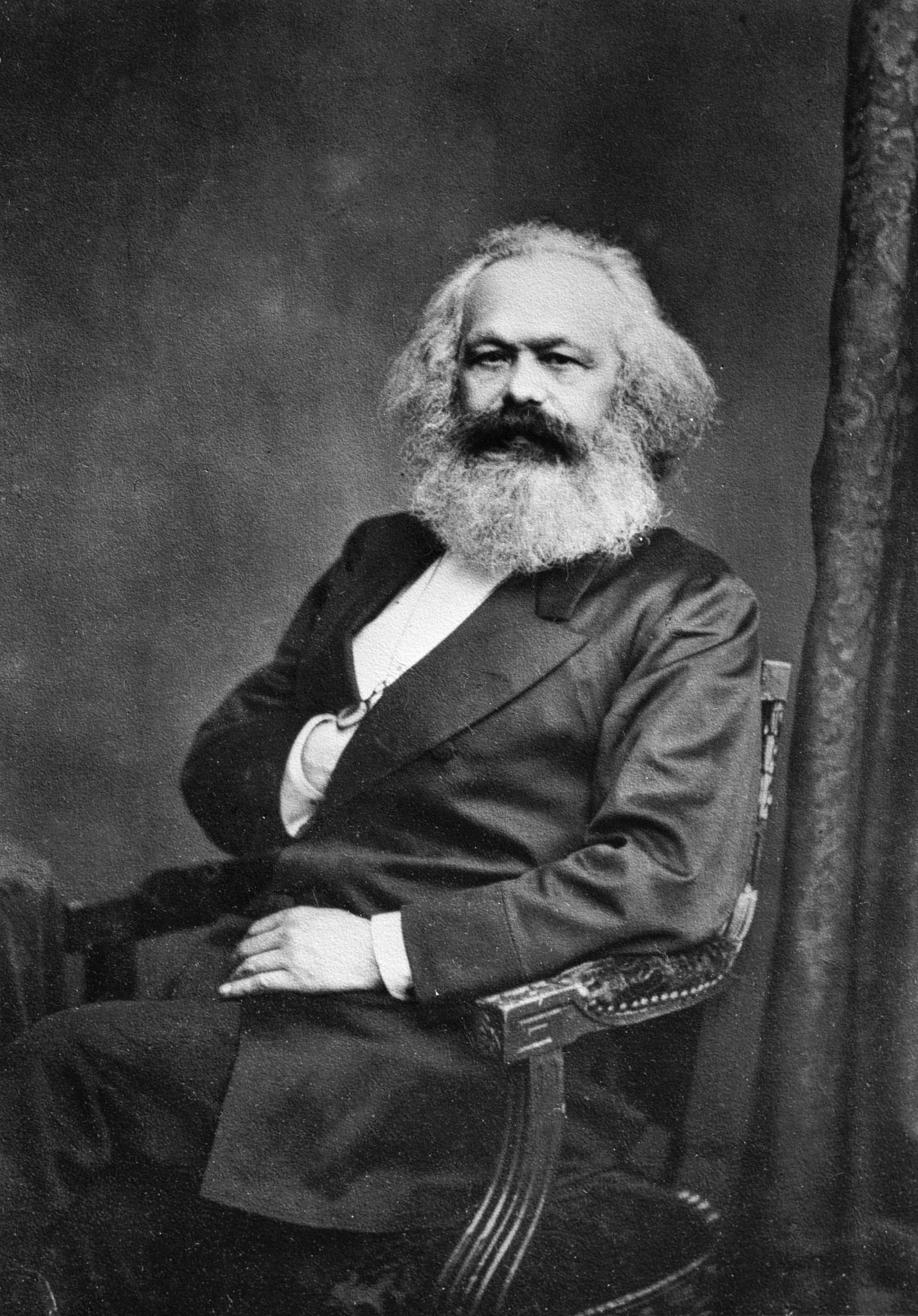
Идеи Карла Маркса сыграли значительную роль в становлении общественных наук и развитии социалистического движения. За свою жизнь он опубликовал множество книг, наиболее заметными из которых были Манифест Коммунистической партии и Капитал. Он также считается одним из величайших экономистов всех времён.
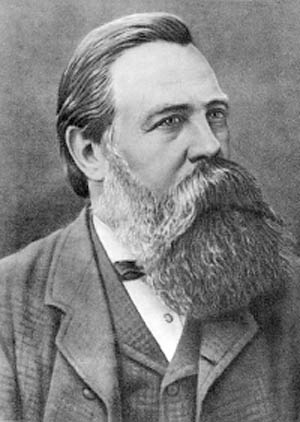
Фридрих Энгельс был социологом, писателем, политологом, философом и отцом марксистской теории вместе с Карлом Марксом. Он является соавтором Манифеста Коммунистической партии.
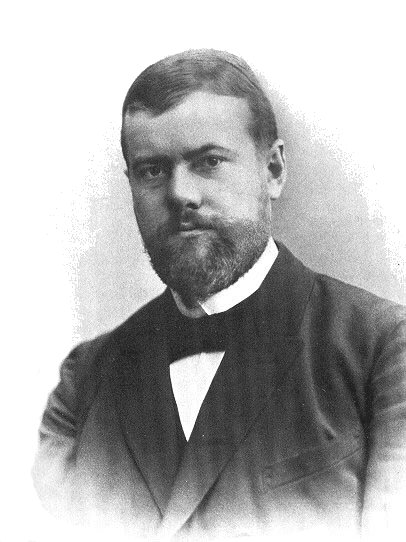
Макс Вебер был социологом, философом и политэкономом, который глубоко повлиял на социальную теорию, социальные исследования и саму дисциплину социологии. Вебер часто упоминается вместе с Эмилем Дюркгеймом и Карлом Марксом как один из трёх основоположников социологии.

- Наука[англ.]

Наука Германии
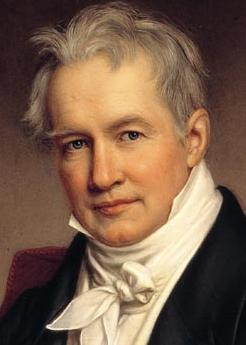
Александр фон Гумбольдт
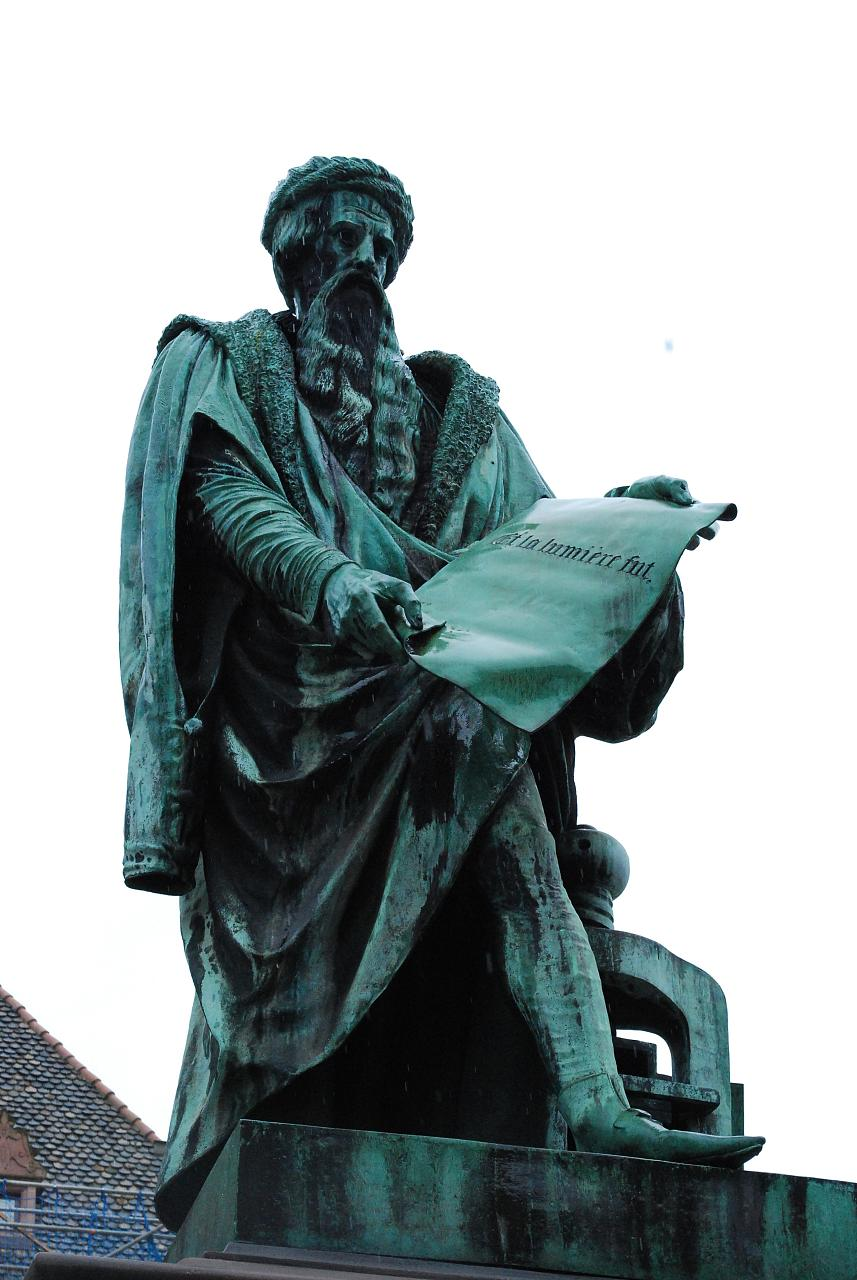
Статуя в честь Иоганна Гутенберга за изобретение первого подвижного типа; печатный станок.
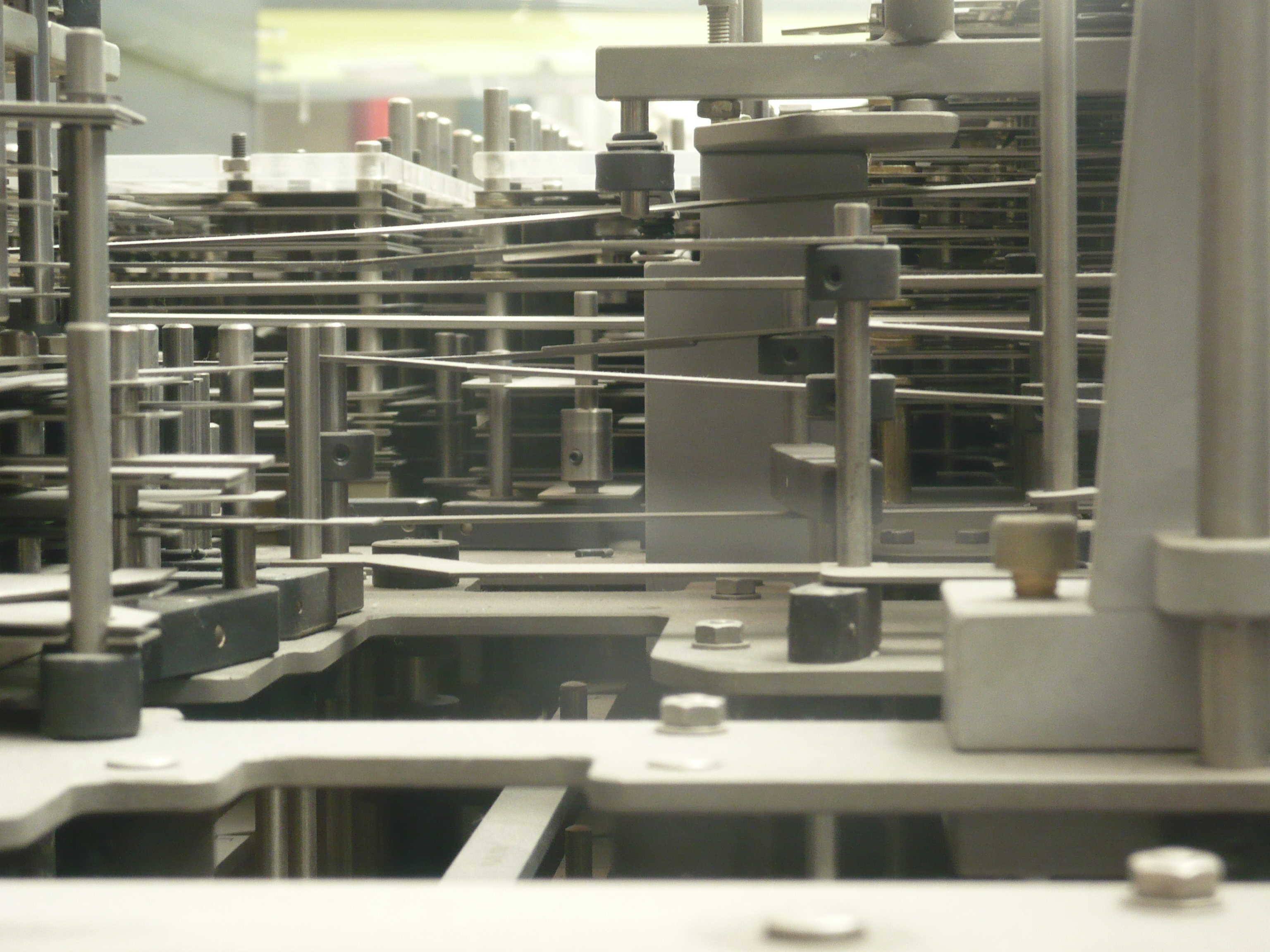
Великолепная панорама металлического переплетения в недрах первого в мире компьютера, созданного Конрадом Цузе.
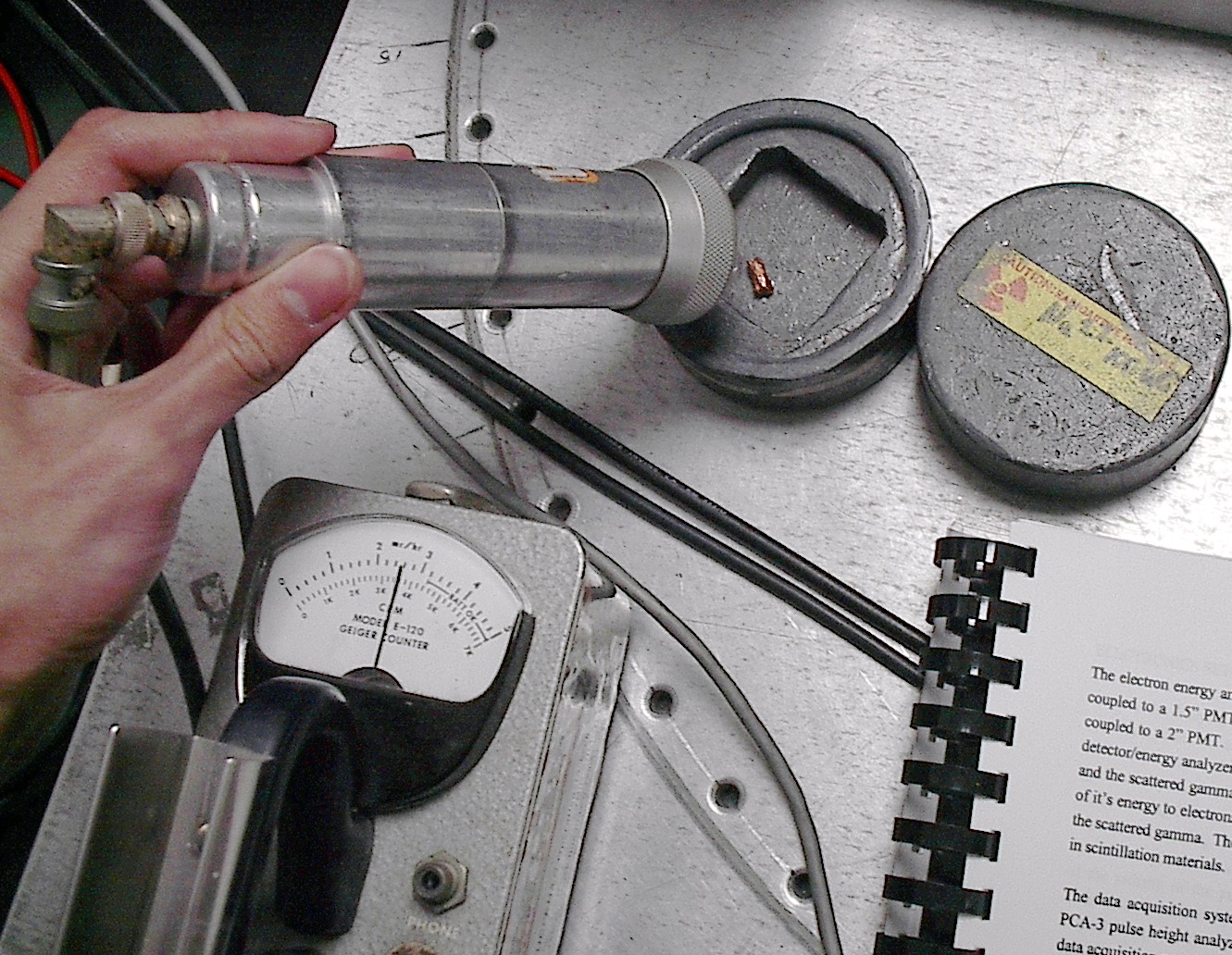
Счётчик Гейгера, изобретенный Хансом Гейгером, представляет собой тип детектора частиц, который измеряет ионизирующее излучение.
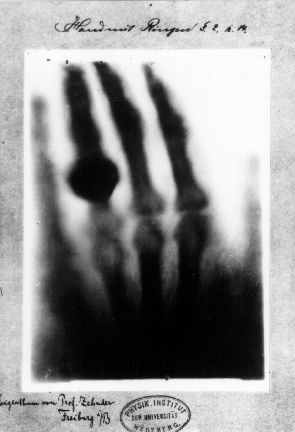
Отпечаток одного из первых рентгеновских снимков Вильгельма Рентгена (1845–1923) левой руки его жены Анны Берты Людвиг. Оно было вручено профессору Людвигу Цендеру из Физического института Фрайбургского университета 1 января 1896 года.
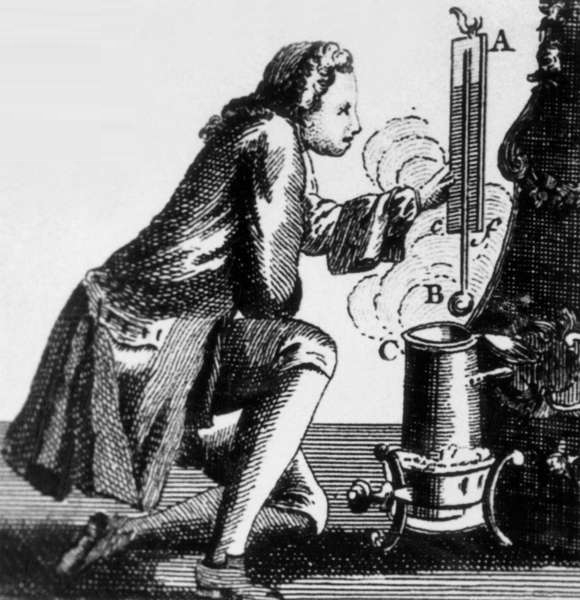
Даниэль Габриэль Фаренгейт был физиком, инженером и стеклодувом, который наиболее изобретением ртутного термометра (1714) и разработкой шкалы температур, названной в его честь.

- Музыка[англ.]*

Музыка Германии
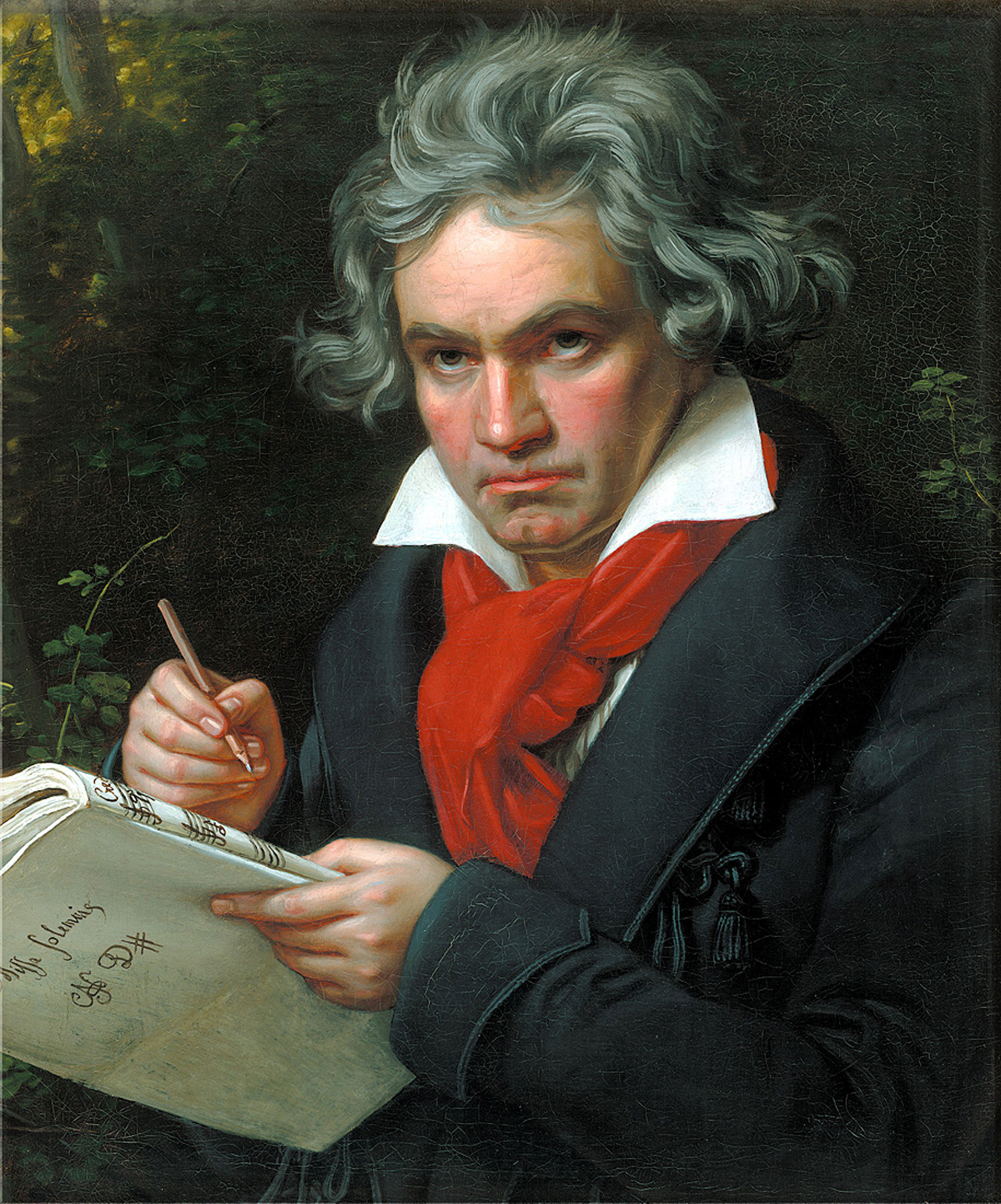
Портрет Людвига ван Бетховена работы Йозефа Карла Штилера, 1820 г.
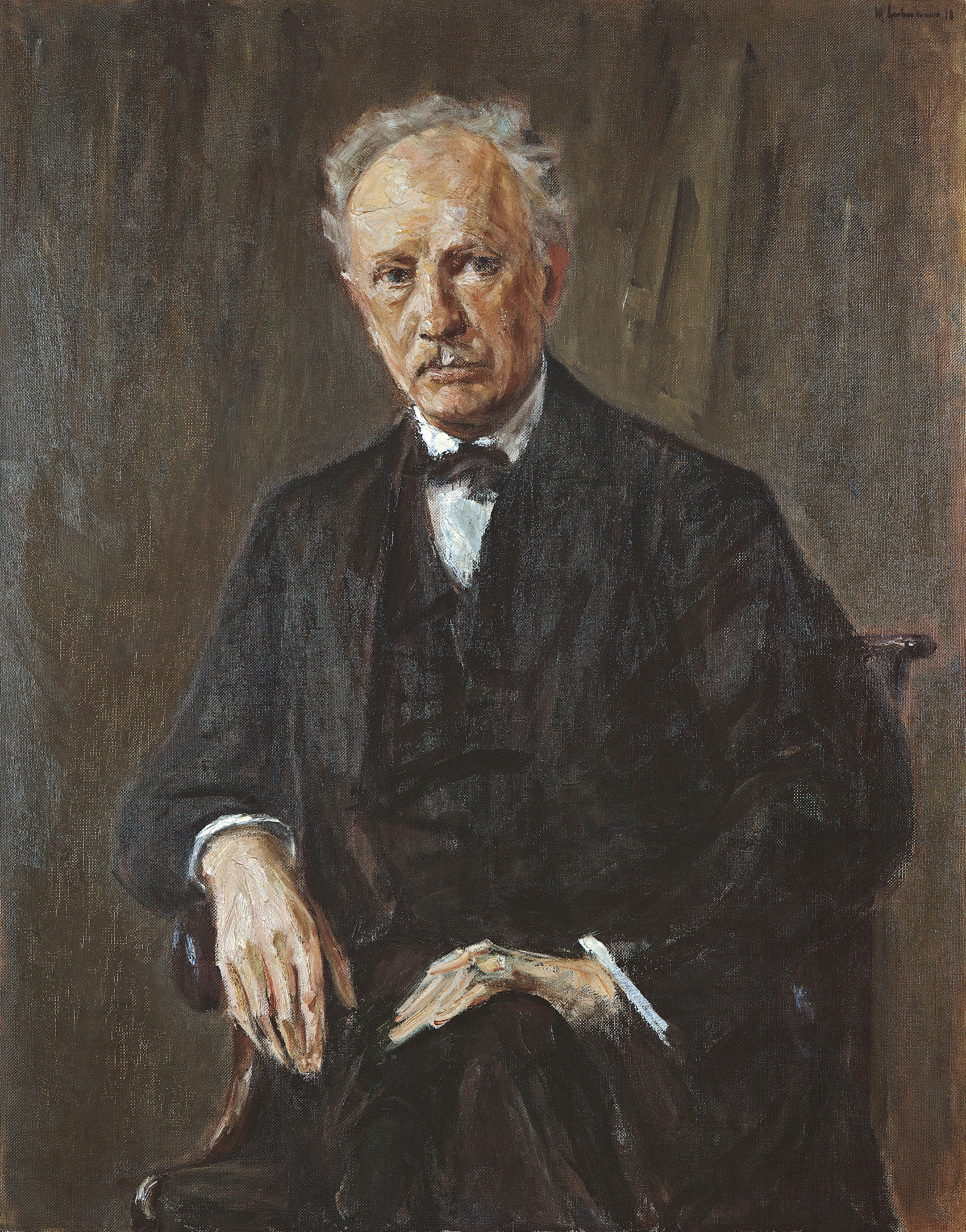
Рихард Штраус считается ведущим немецким композитором эпох позднего романтизма и раннего модерна.
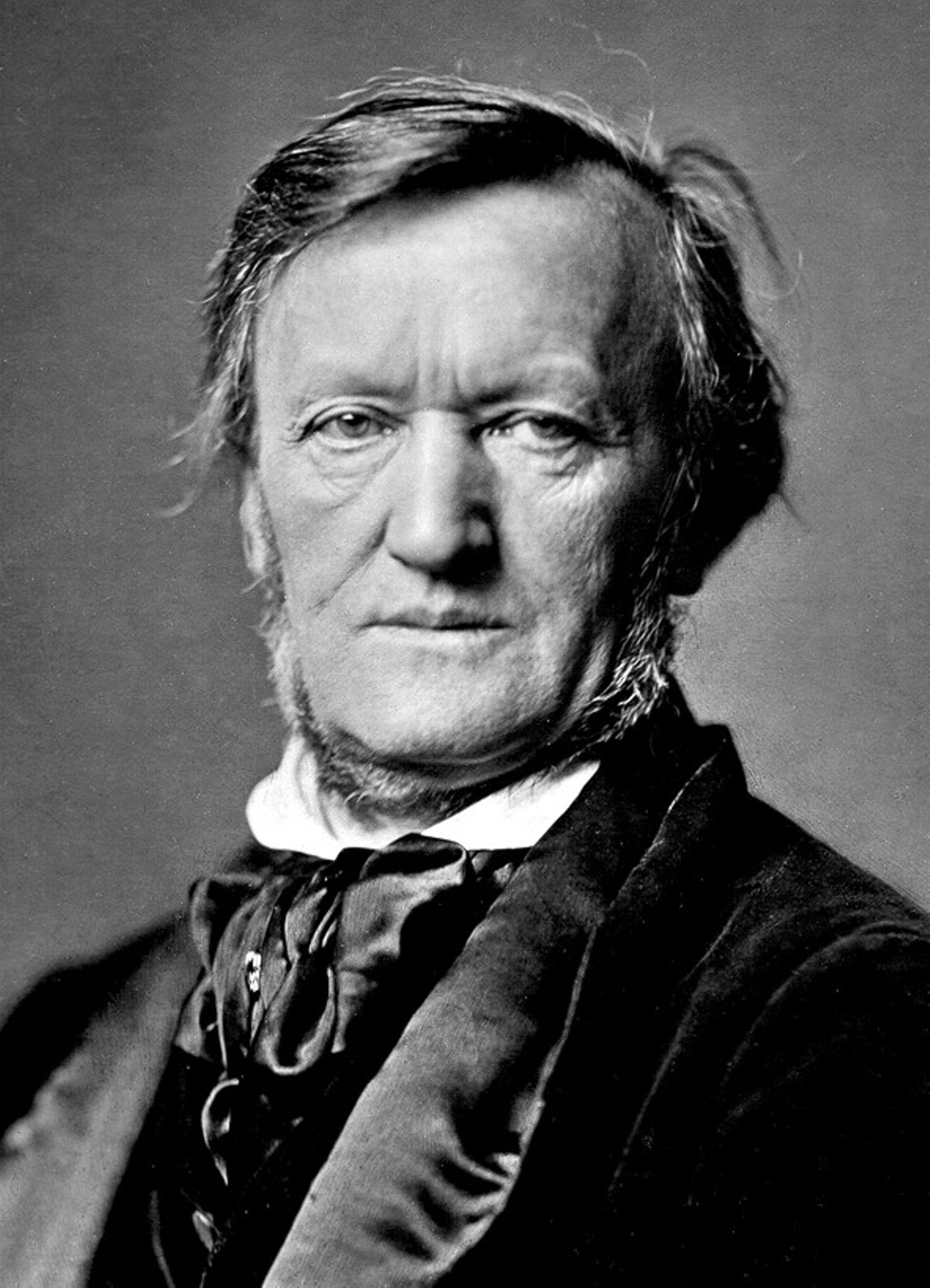
Рихард Вагнер оказал большое влияние на развитие классической музыки; его Тристан и Изольда иногда описывают как начало современной музыки.
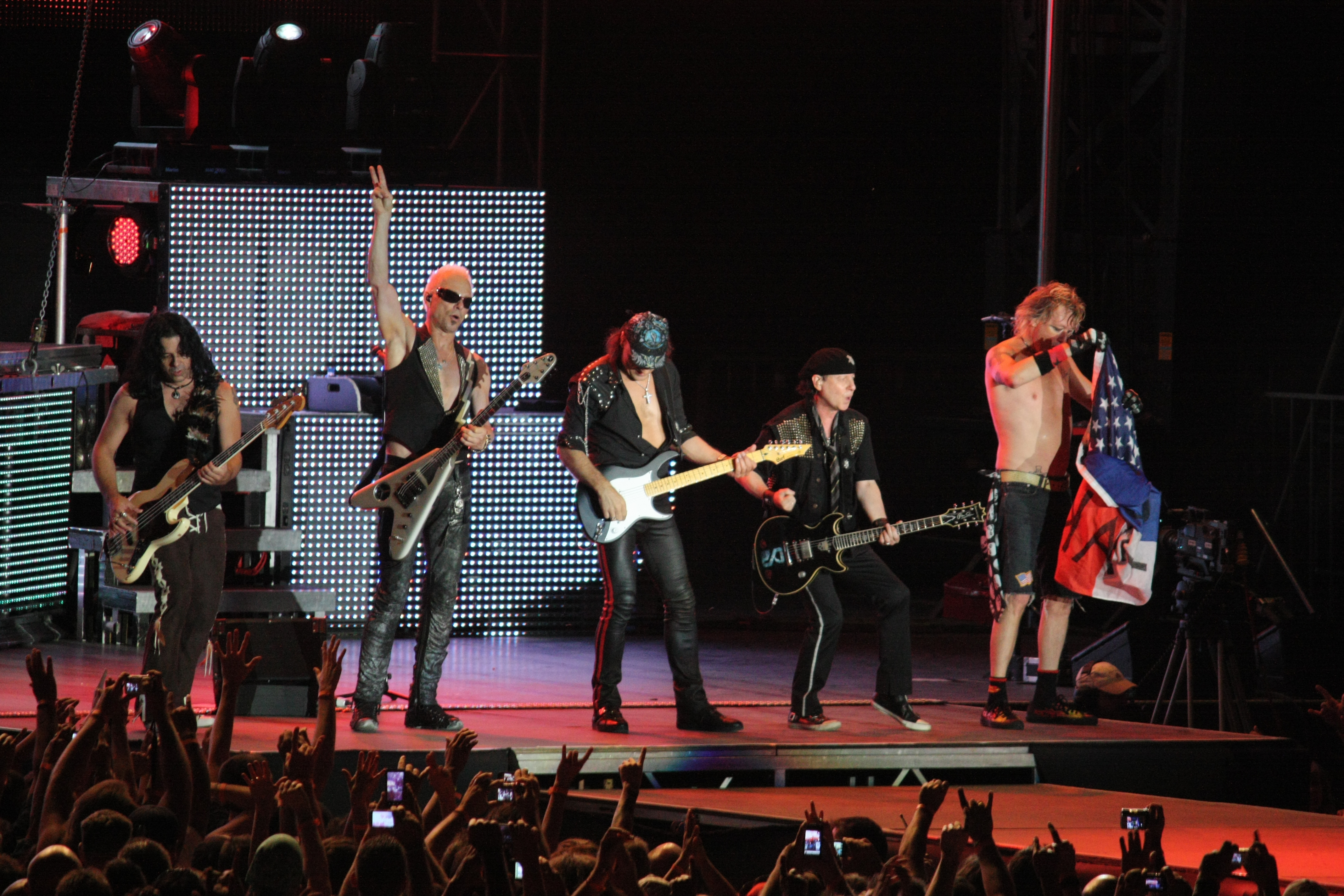
Scorpions, рок-группа, основанная в 1965 году, сейчас считается одним из самых продаваемых в истории музыки.
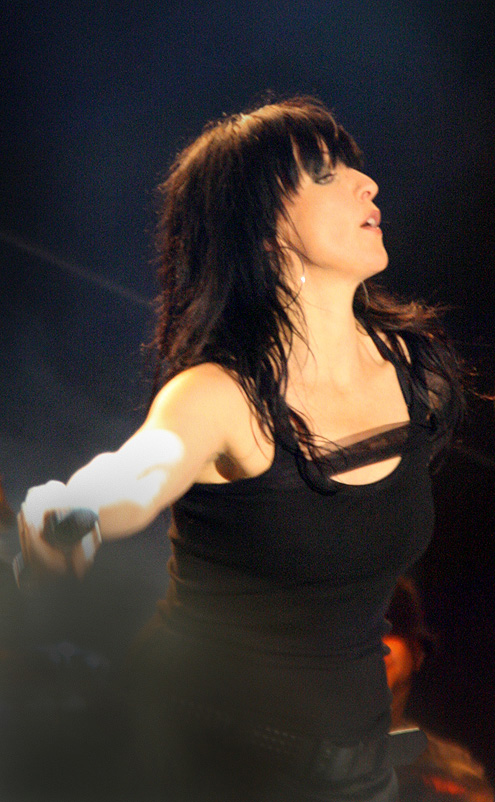
Nena, певица и актриса, которая привлекла международное внимание к Новой Немецкой Волне своей песней 99 Luftballons.
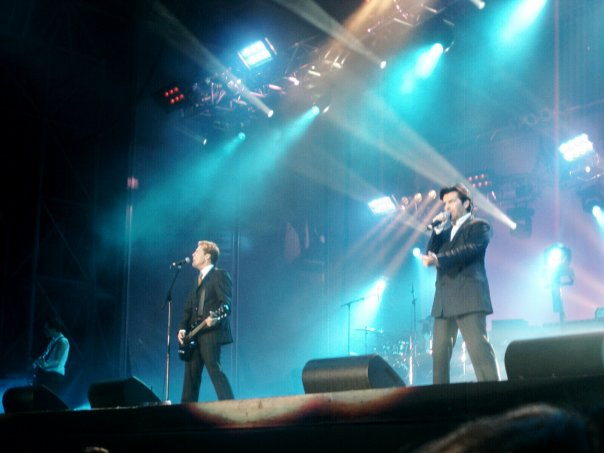
Modern Talking, синтипоп-дуэт, состоящий из Томаса Андерса и Дитера Болена, стал одним из самых успешных немецких групп в 1980-х.

Кино
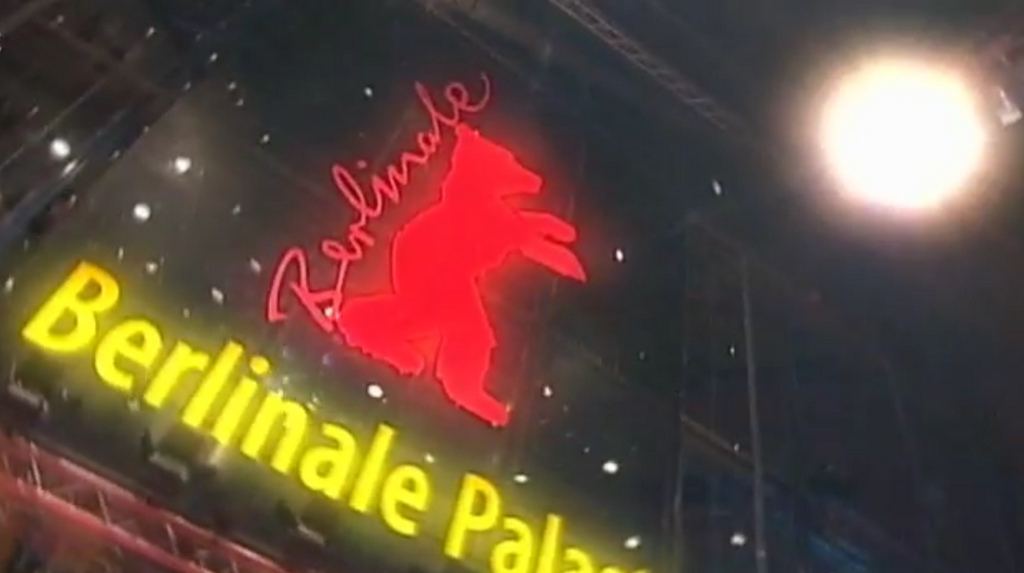
Вывеска рекламы Берлинского международного кинофестиваля
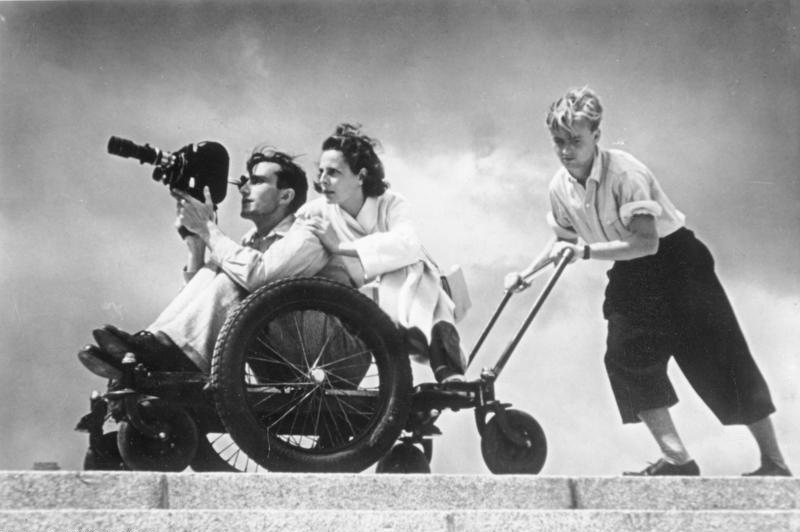
Лени Рифеншталь широко известна своей эстетикой и инновациями в качестве режиссёра
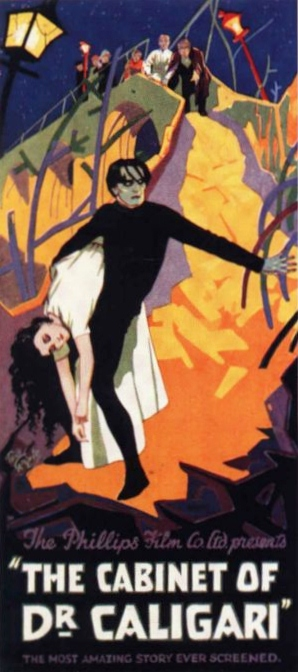
Постер для фильма Кабинет доктора Калигари, режиссёр Роберт Вине
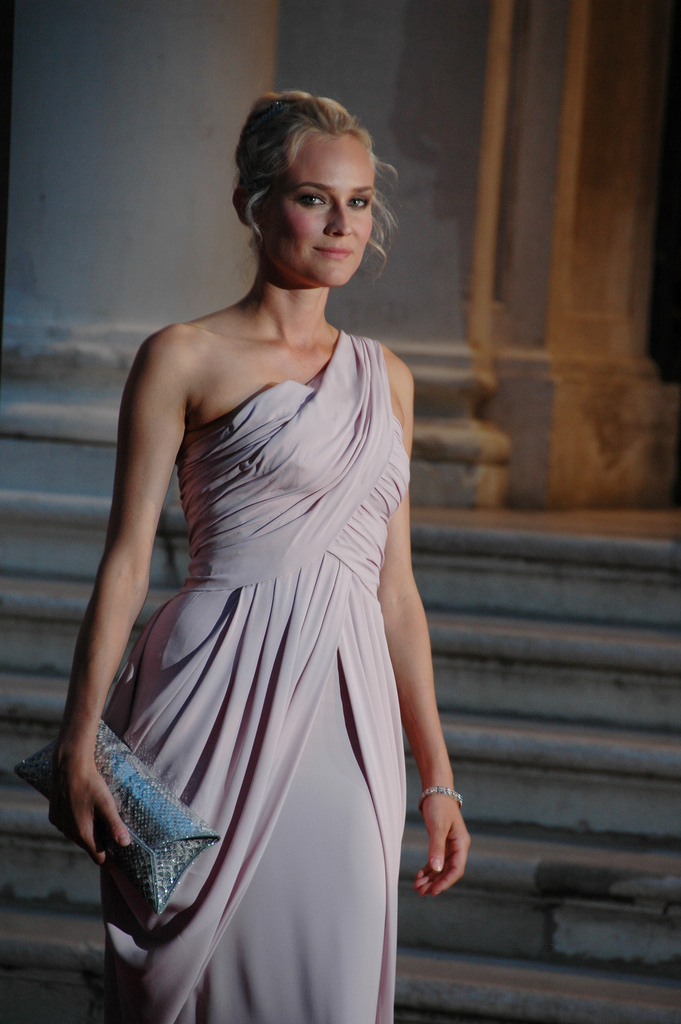
Диана Крюгер, 2008 г.

Архитектура
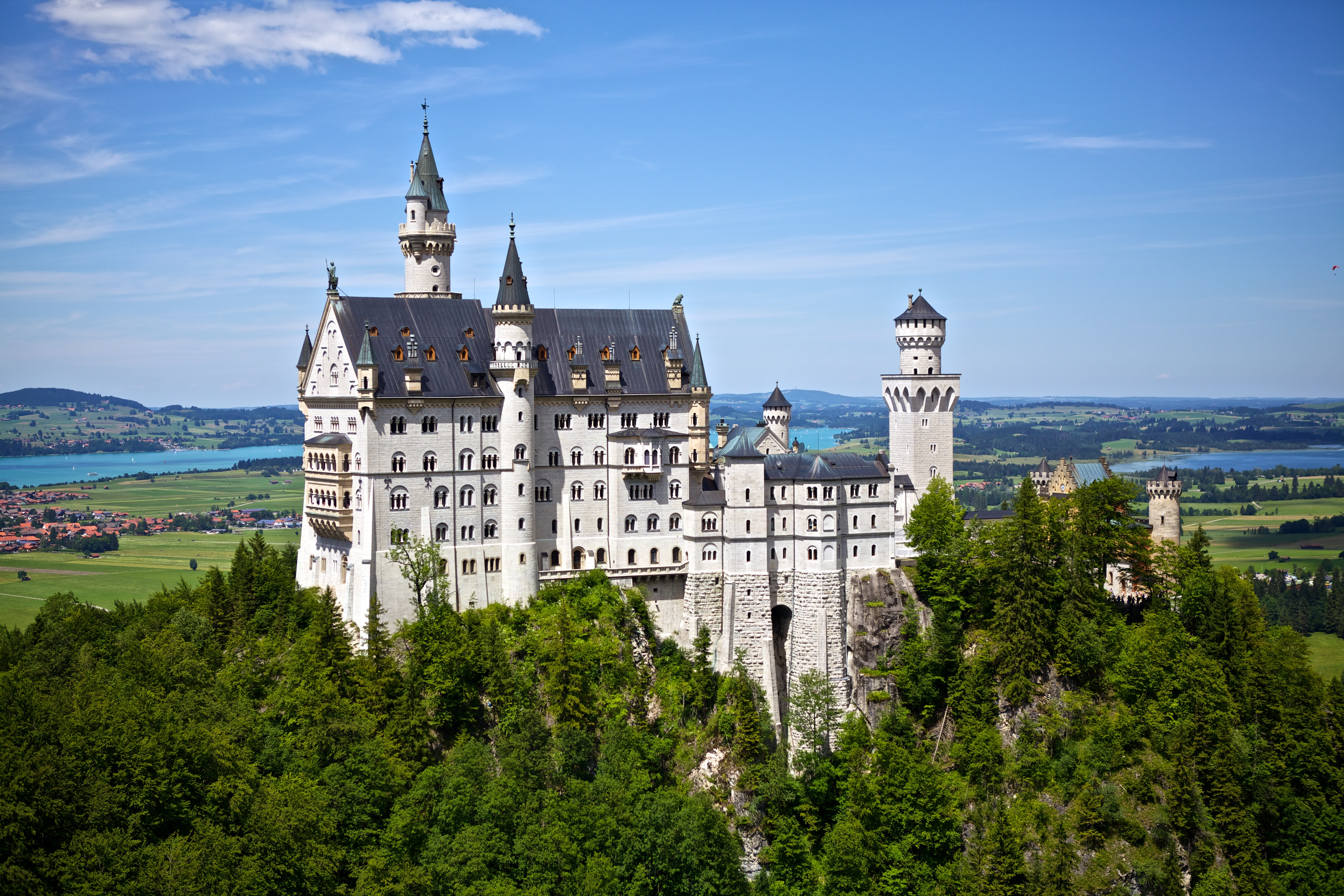
Нойшванштайн в Баварии
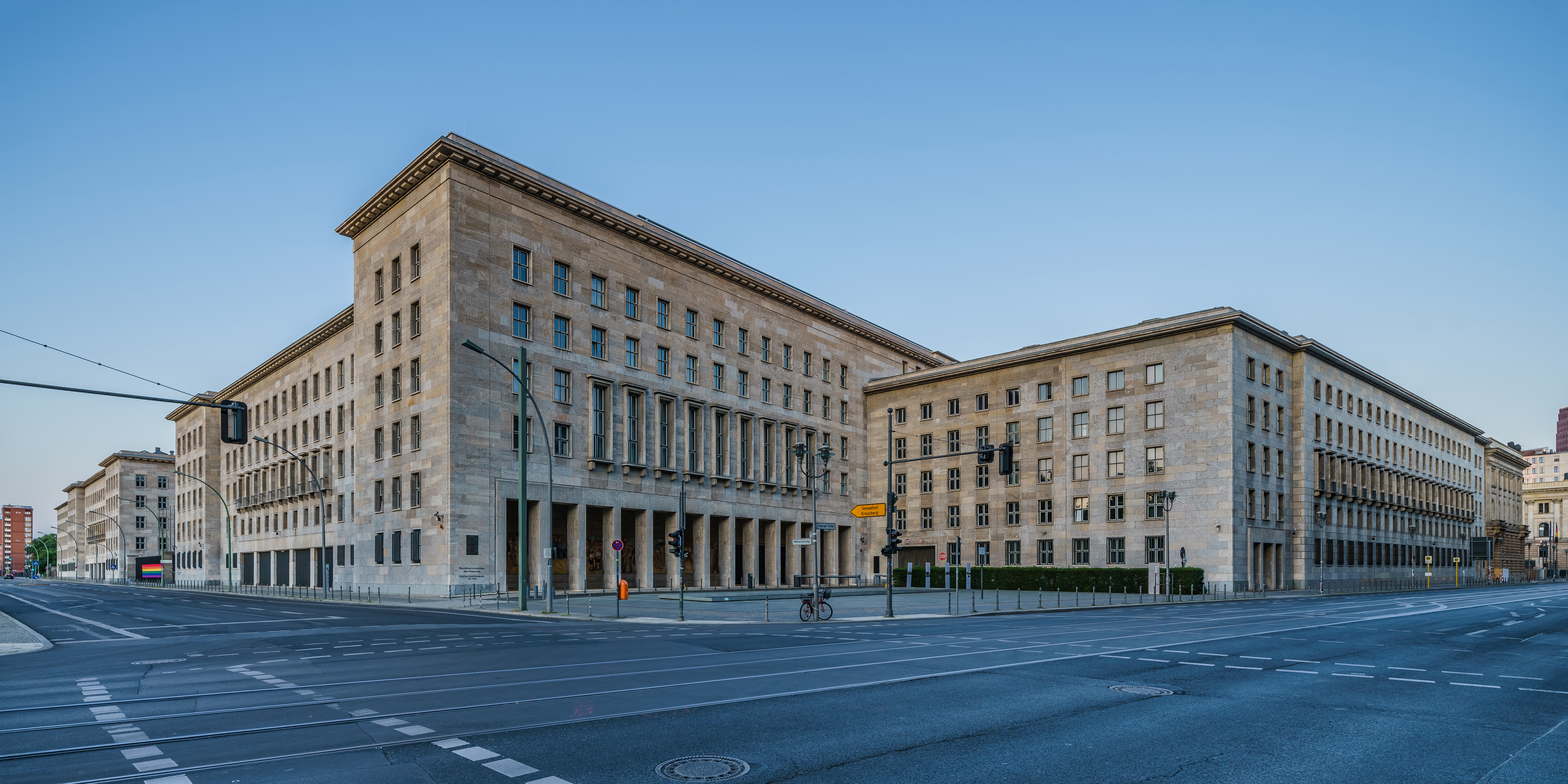
Дом Детлефа Роведдера, бывший рейхслуфтфахртминистриум (сейчас здание Федерального министерства финансов Германии)
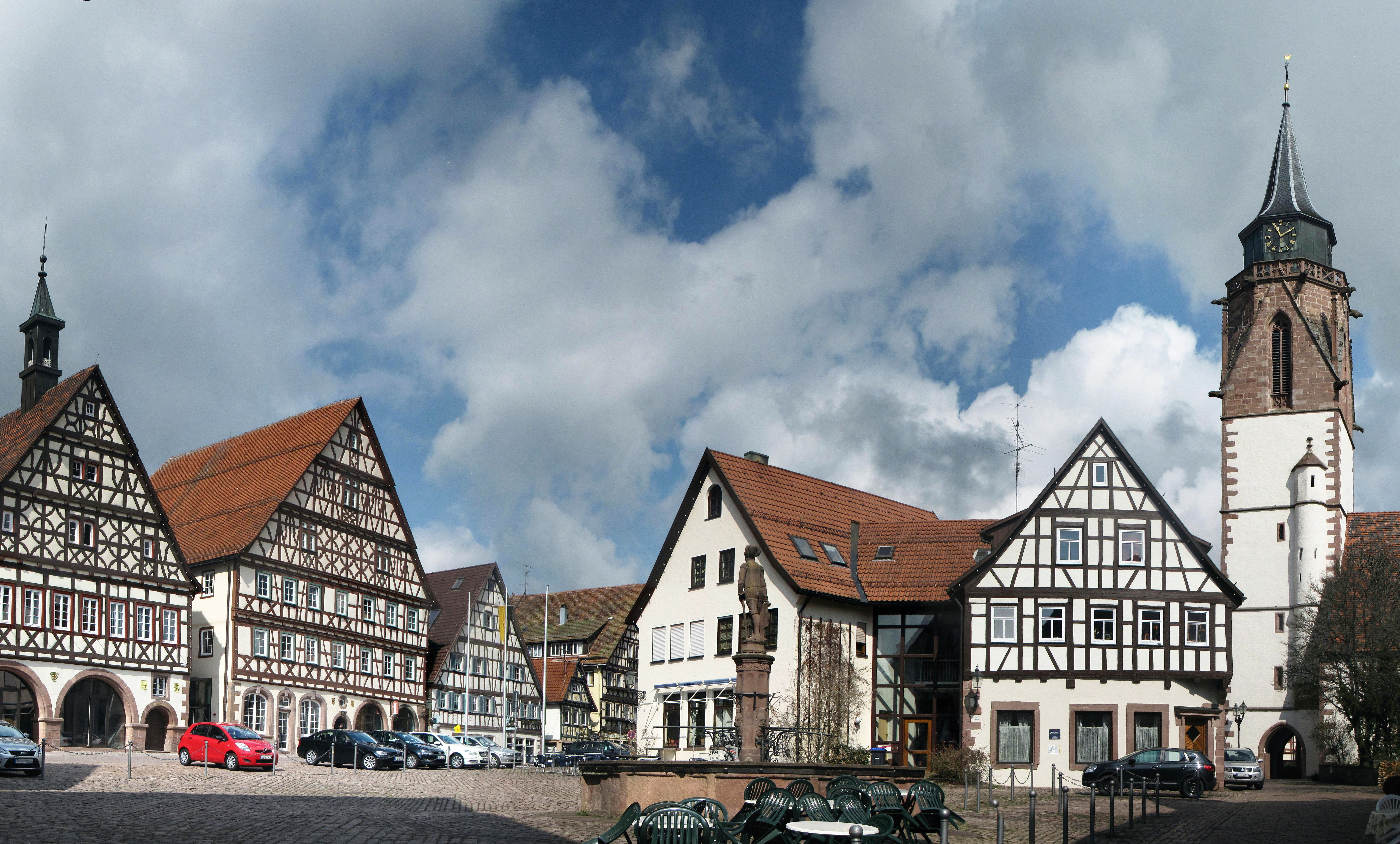
Рынок в Дорнштеттене
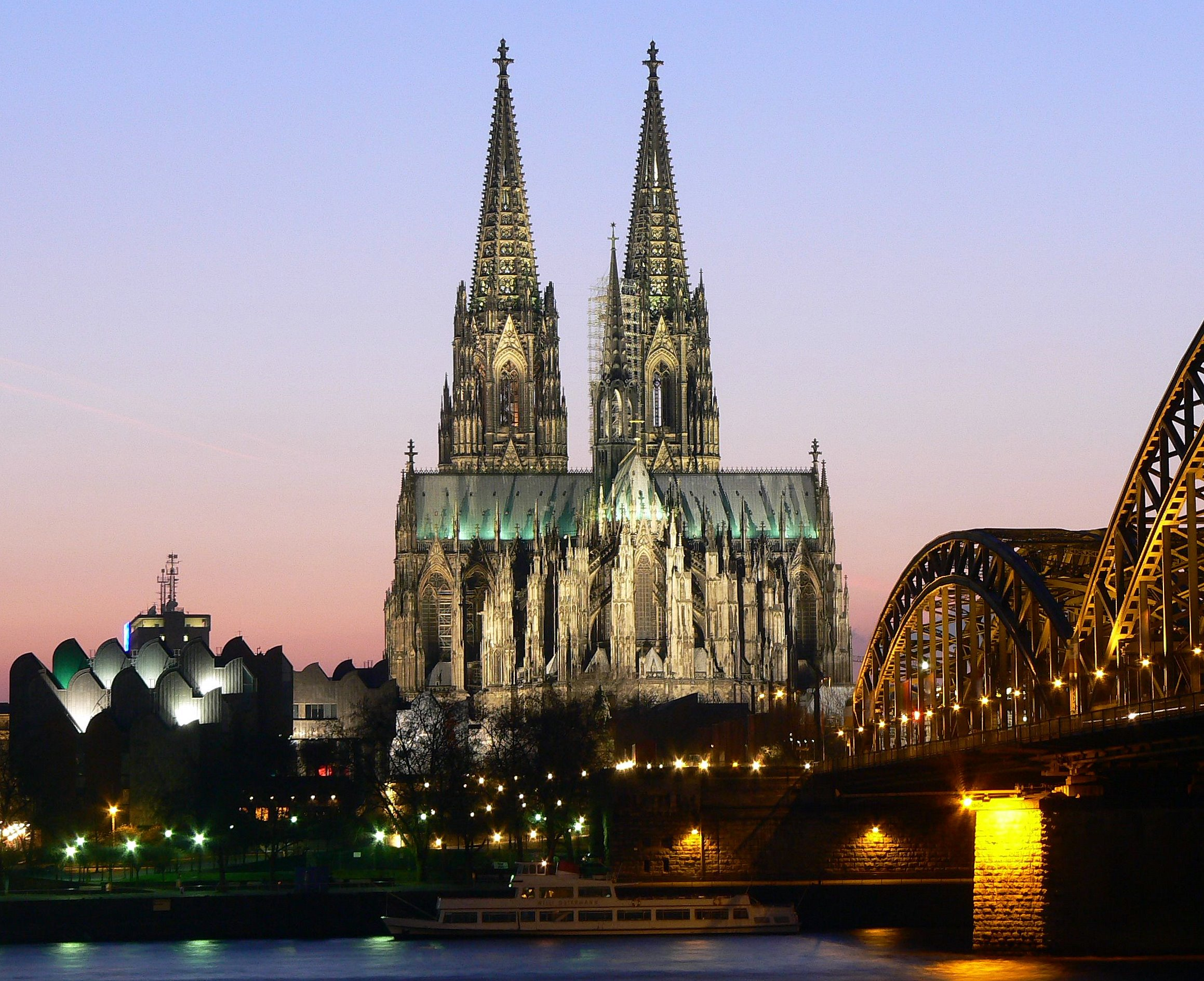
Кёльнский собор
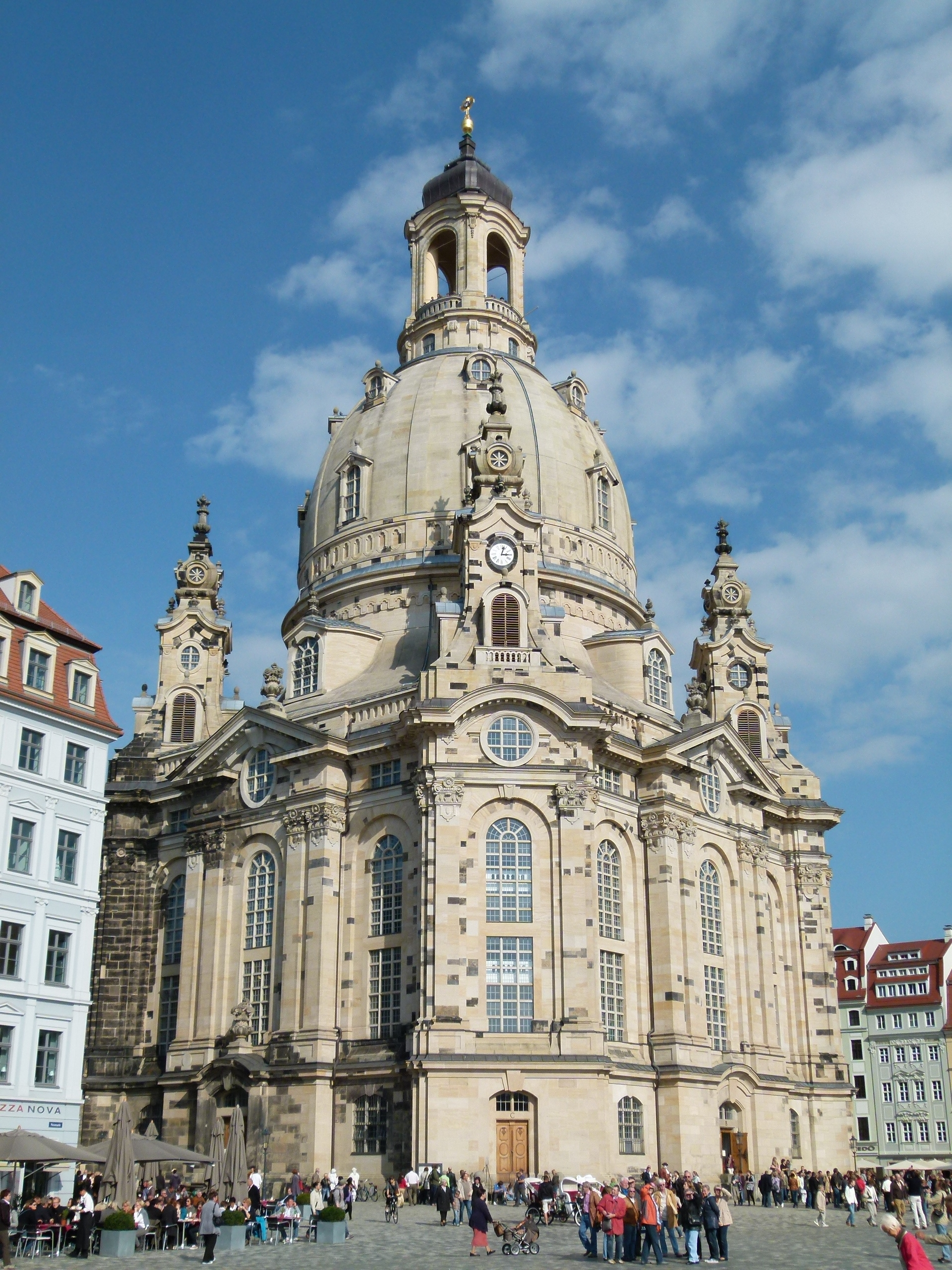
Фрауэнкирхе (Дрезден)
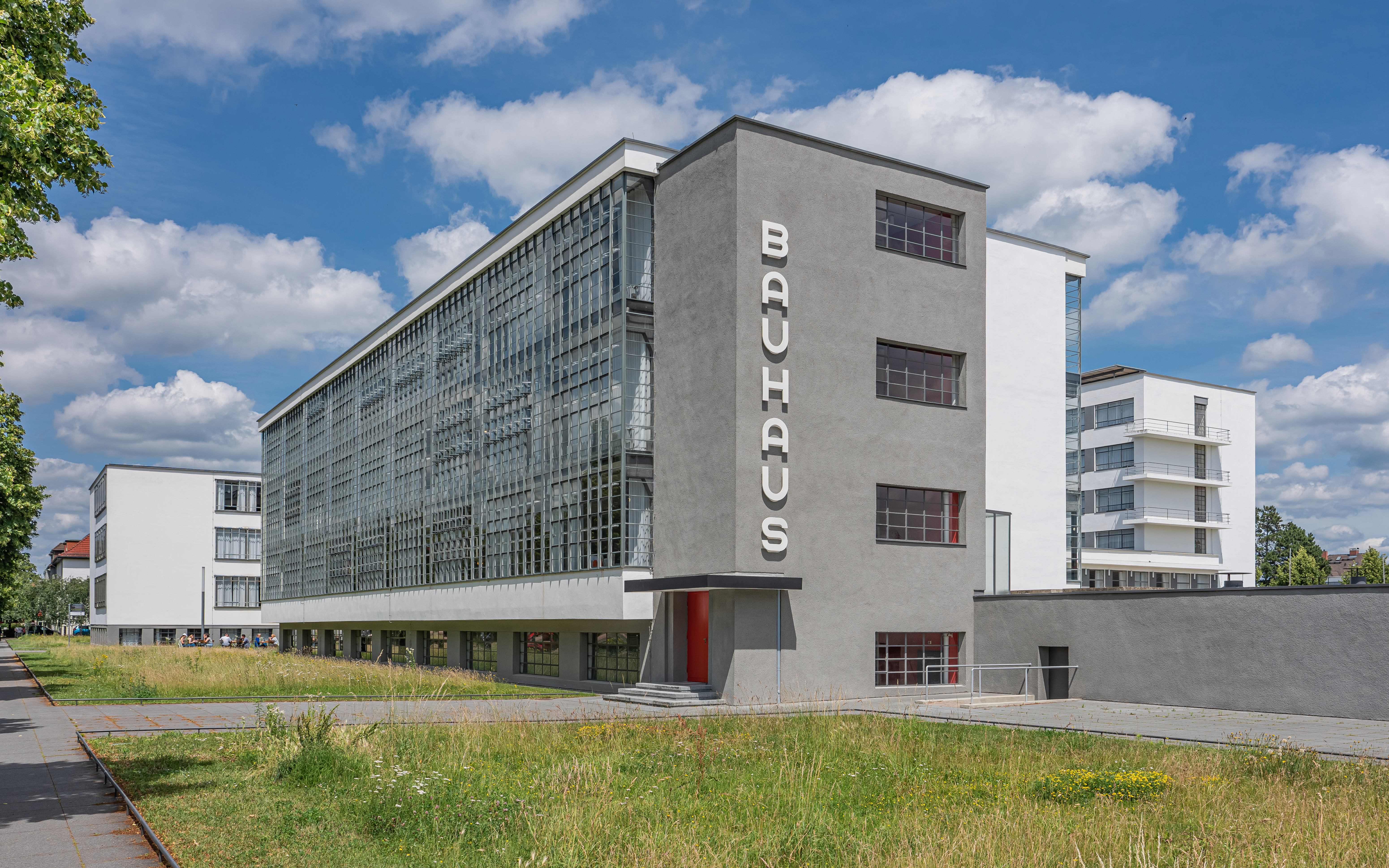
Баухаус

Религия
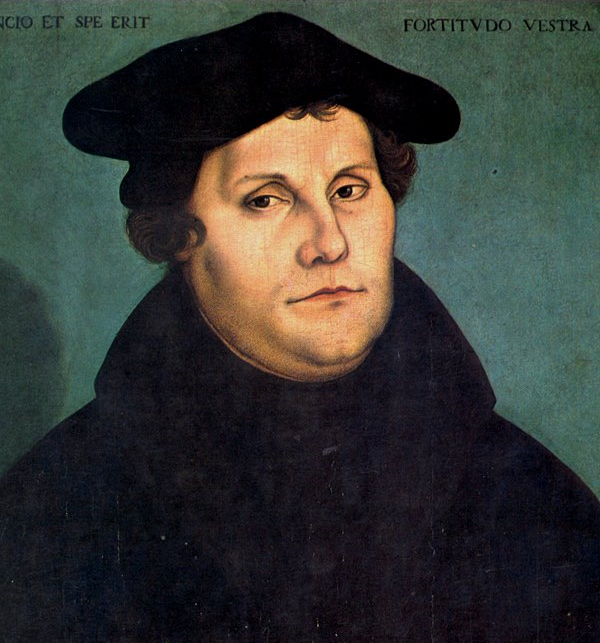
Портрет Мартина Лютера
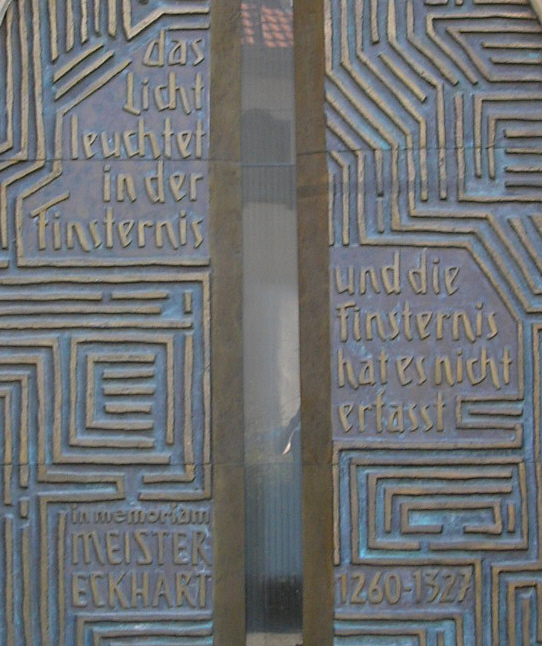
Портал Майстера Экхарта Эрфуртской церкви
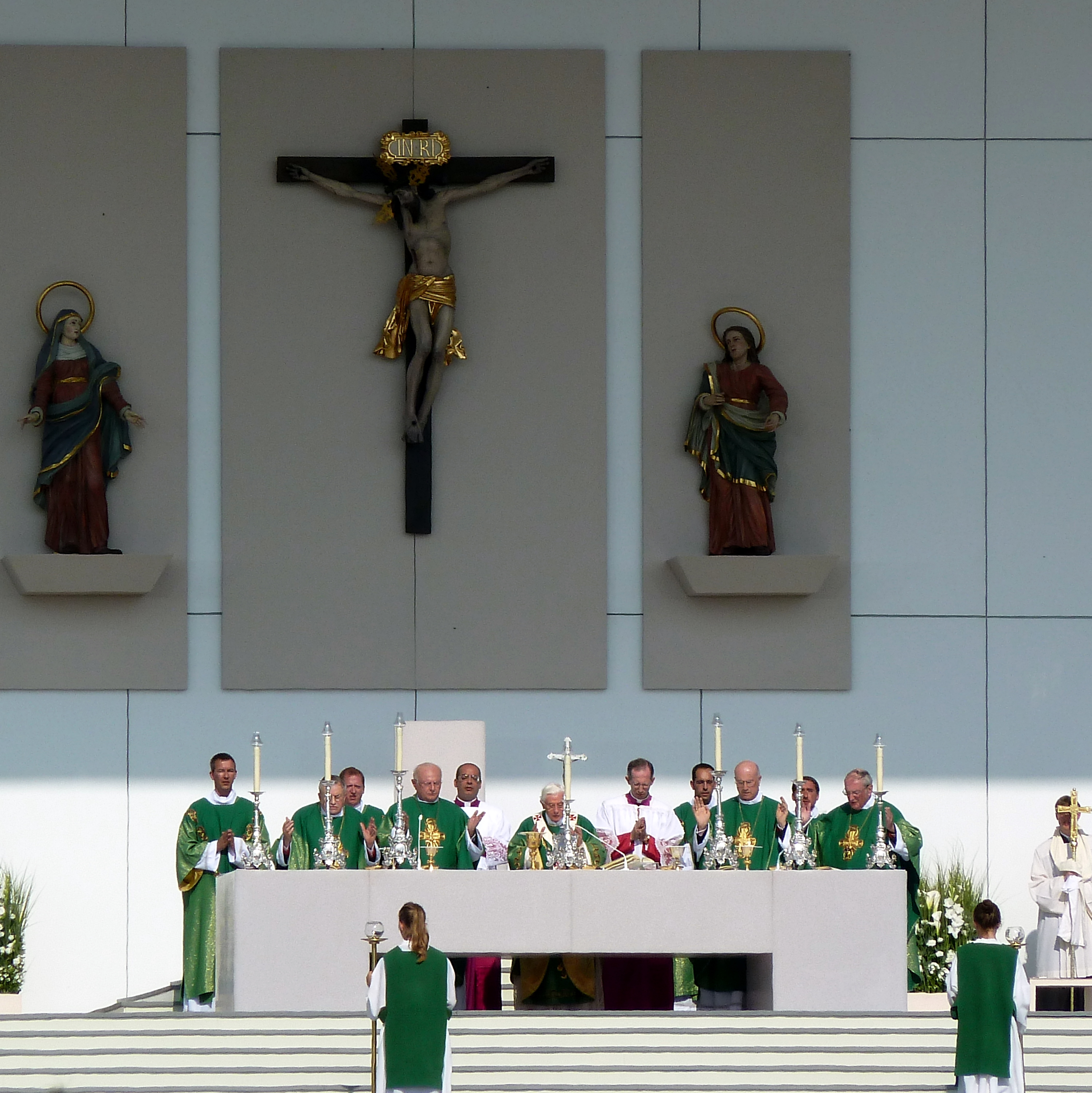
Папа Римский Бенедикт XVI и духовенство католической церкви на мессе во Фрайбурге, Германия
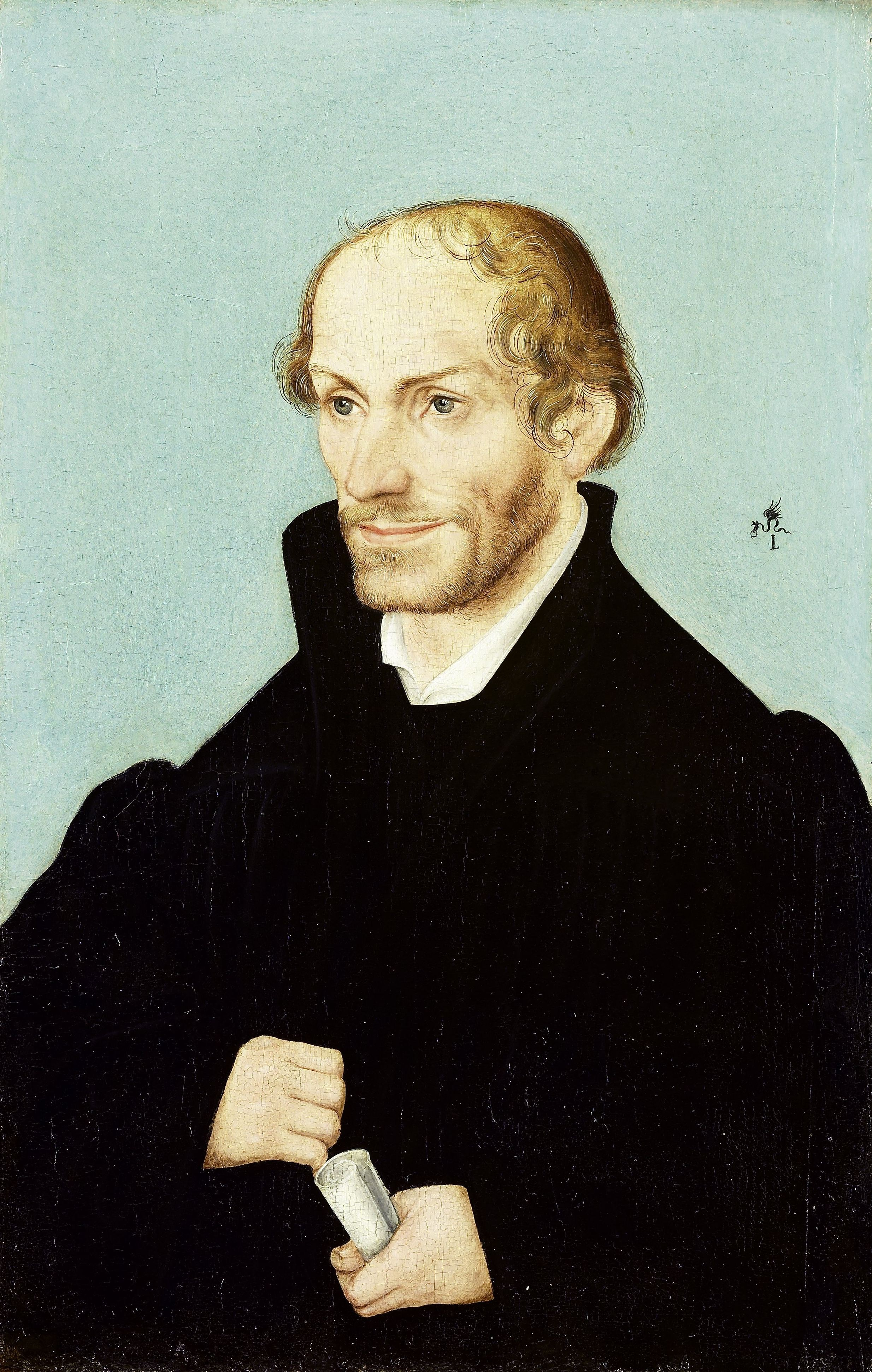
Филипп Меланхтон
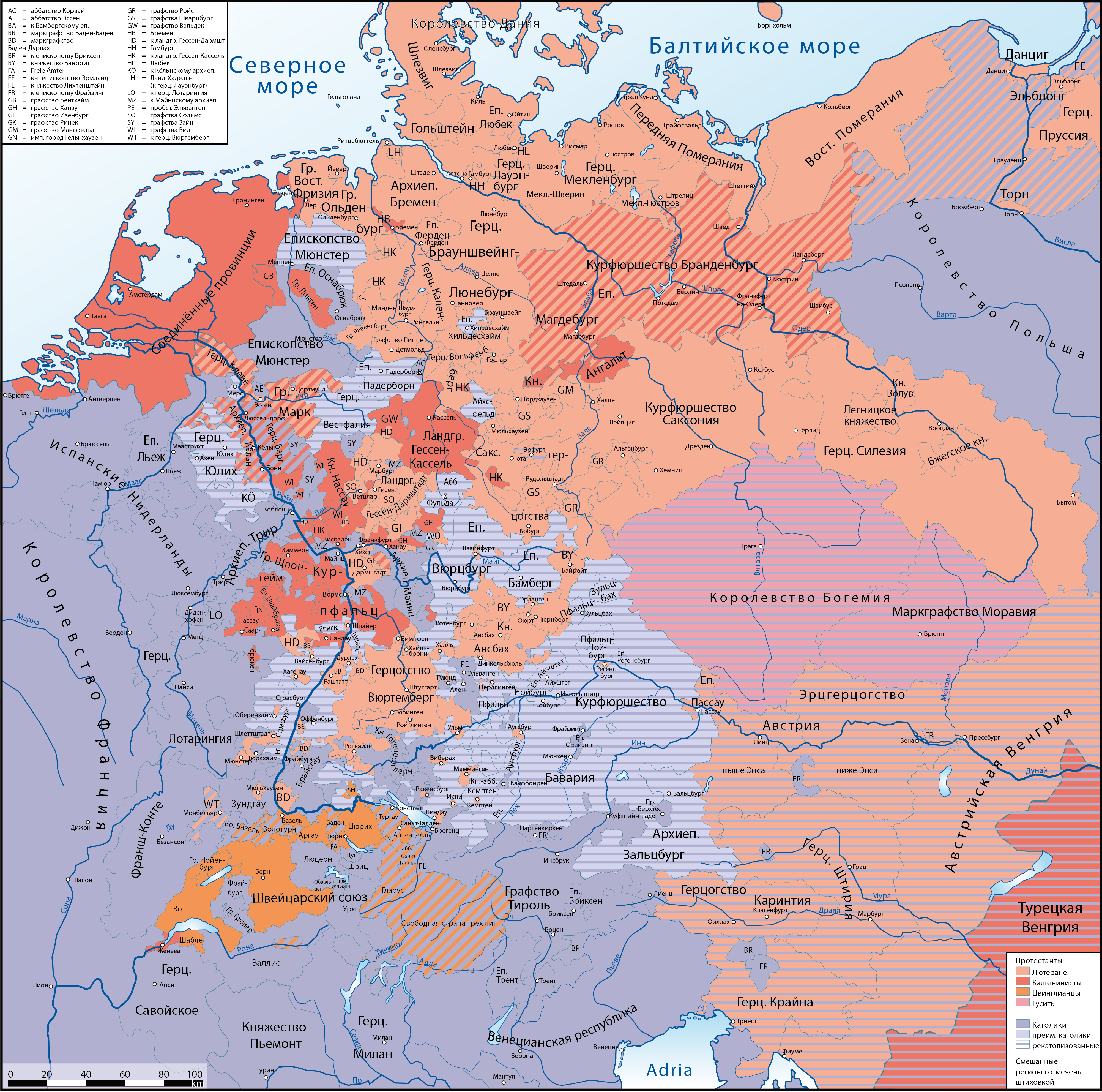
Религия в Священной Римской империи накануне Тридцатилетней войны
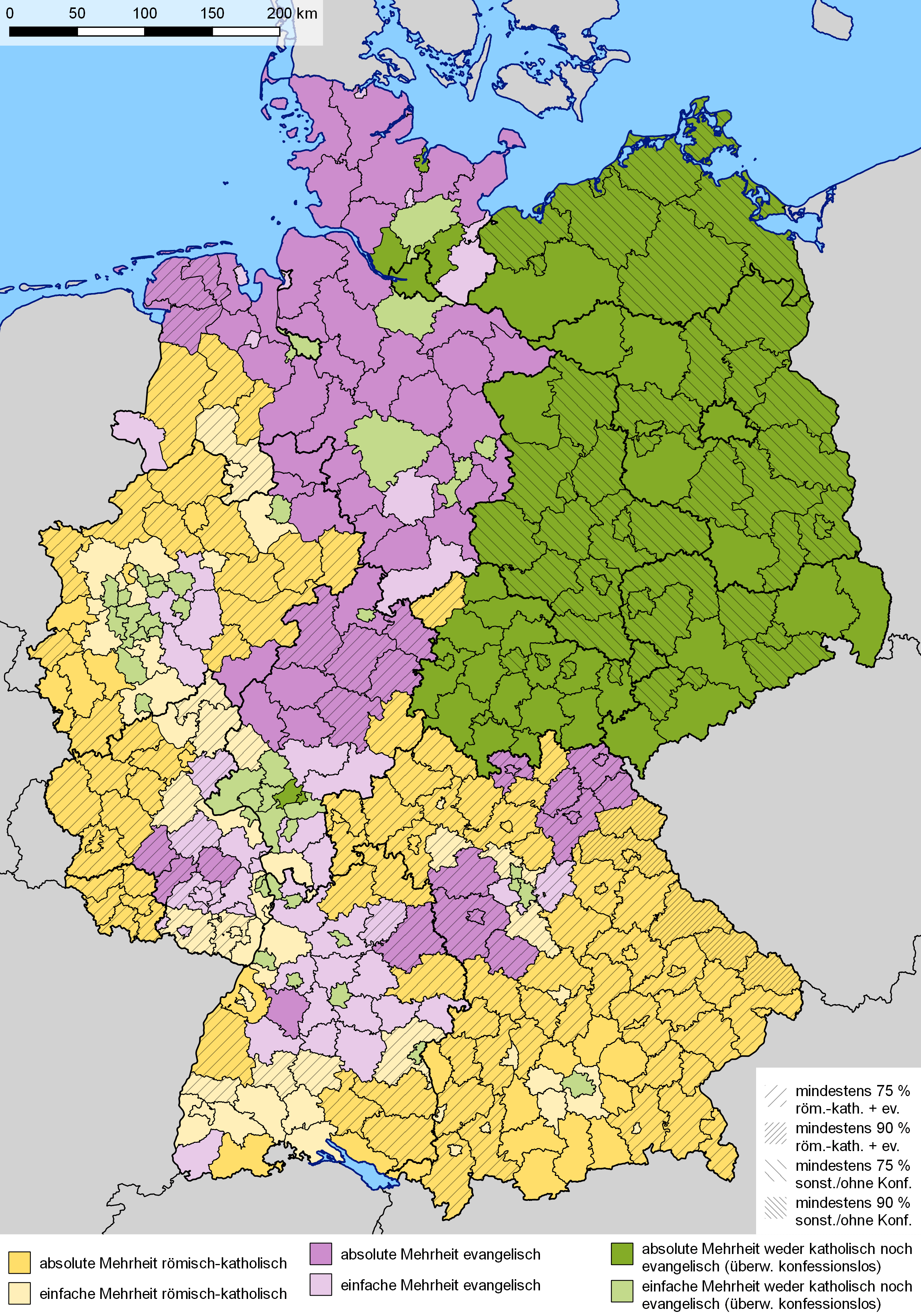
Основная религиозная группа по данным общенациональной переписи 2011 года. Католики доминируют на юге и западе, нерелигиозные (включая другие религии и не указаны) доминируют на востоке и в крупных городах, протестанты доминируют на севере и в центральной части Германии

Спорт
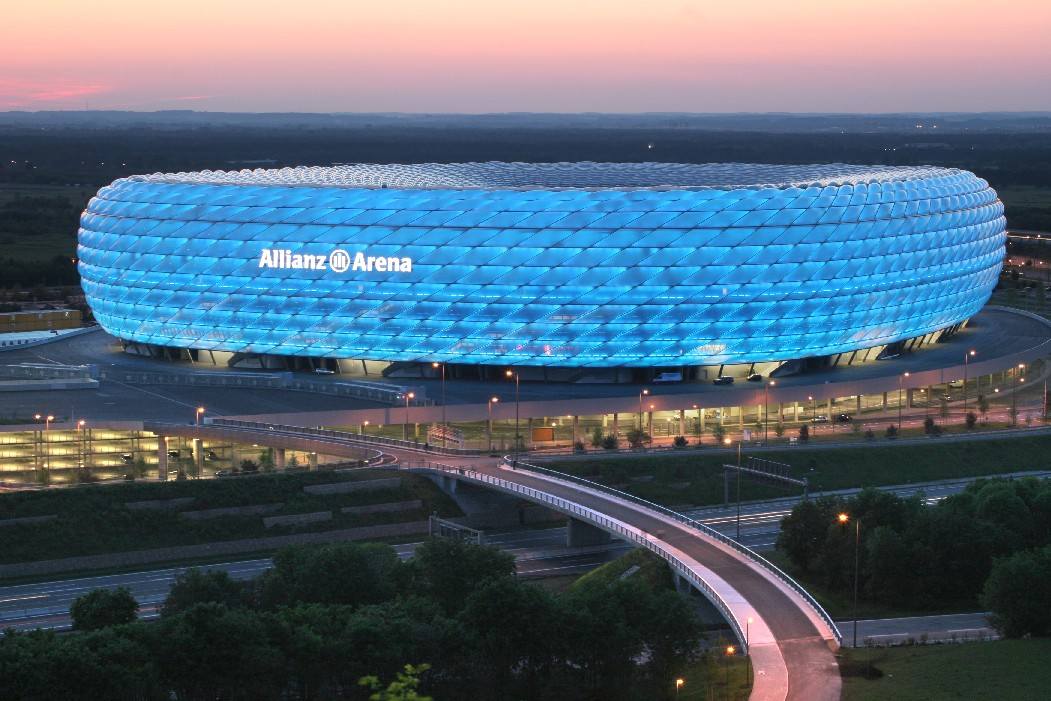
Альянц Арена, один из самых современных футбольных стадионов в мире.
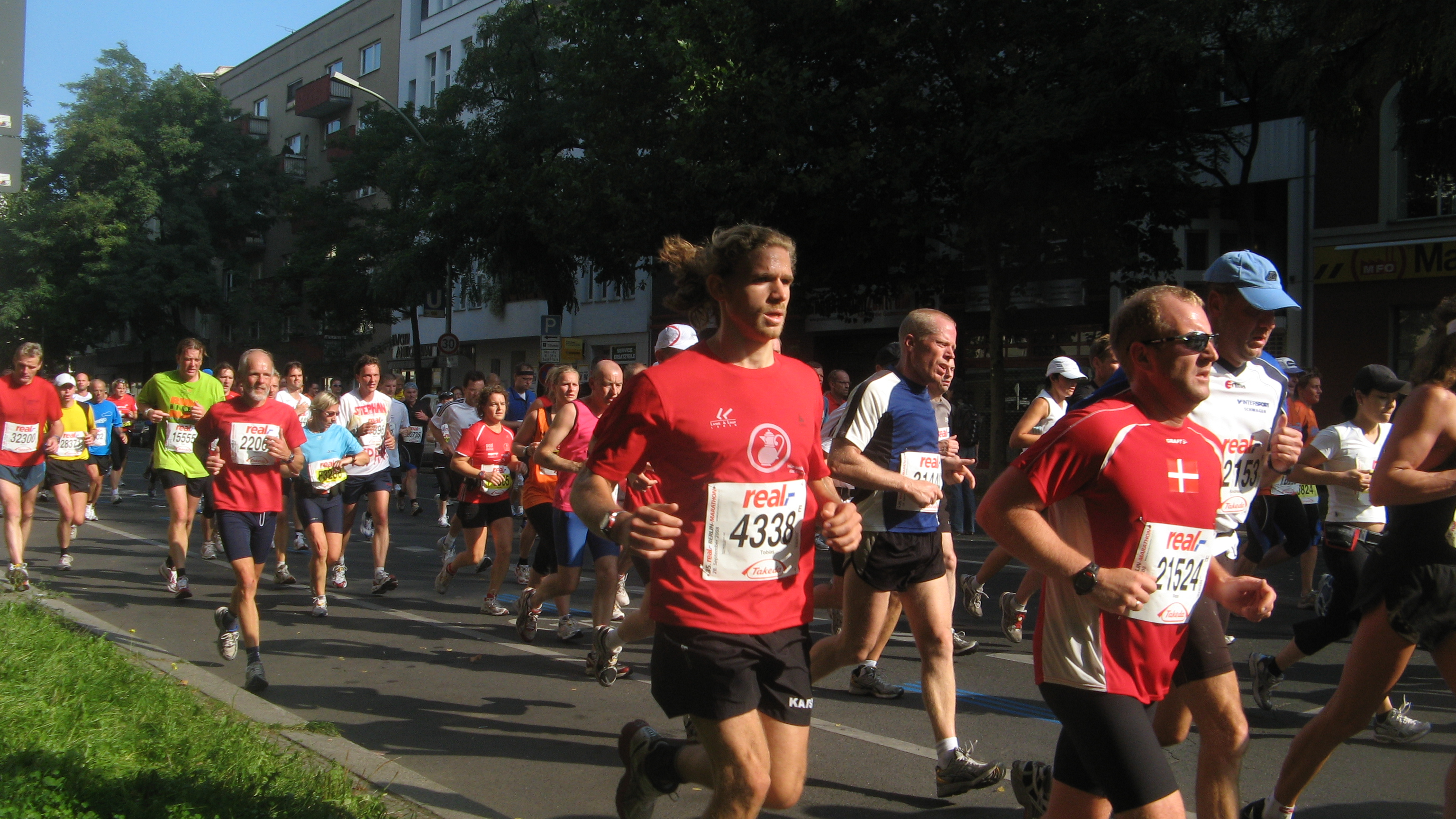
Берлинский марафон
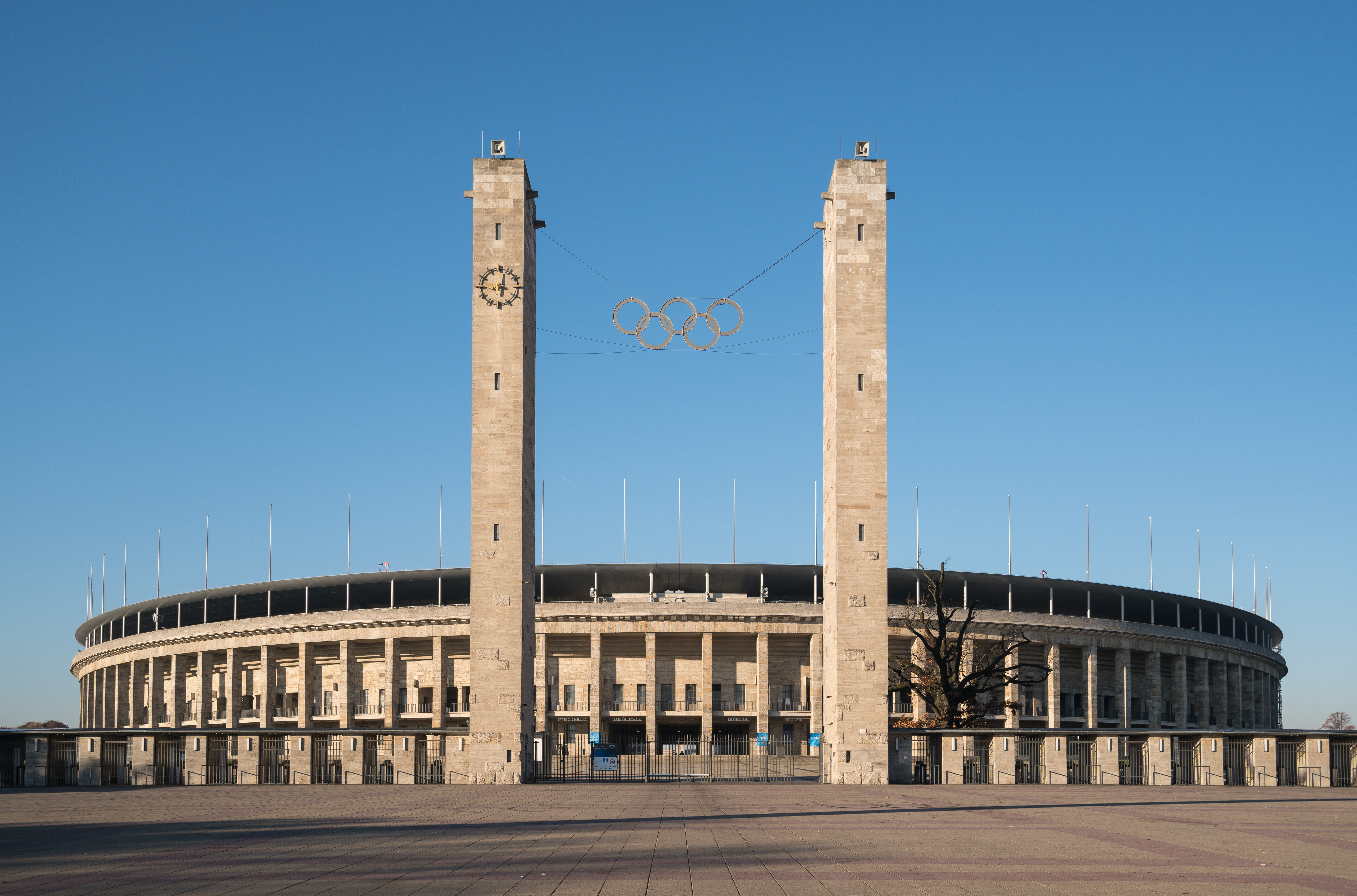
Олимпийский стадион (Берлин)
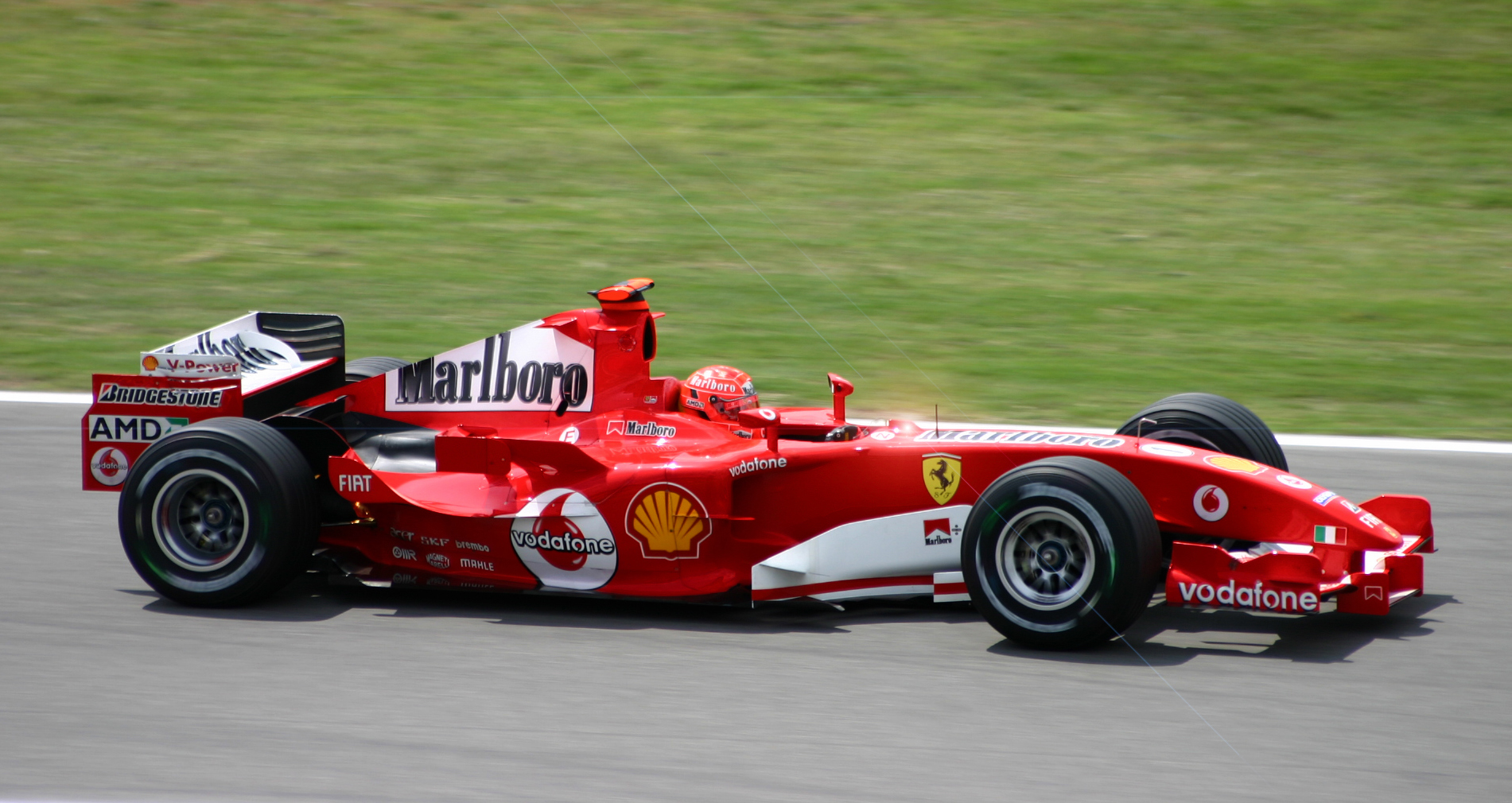
Михаэль Шумахер за свою карьеру в F1 выиграл 91 гонку и 7 чемпионатов.
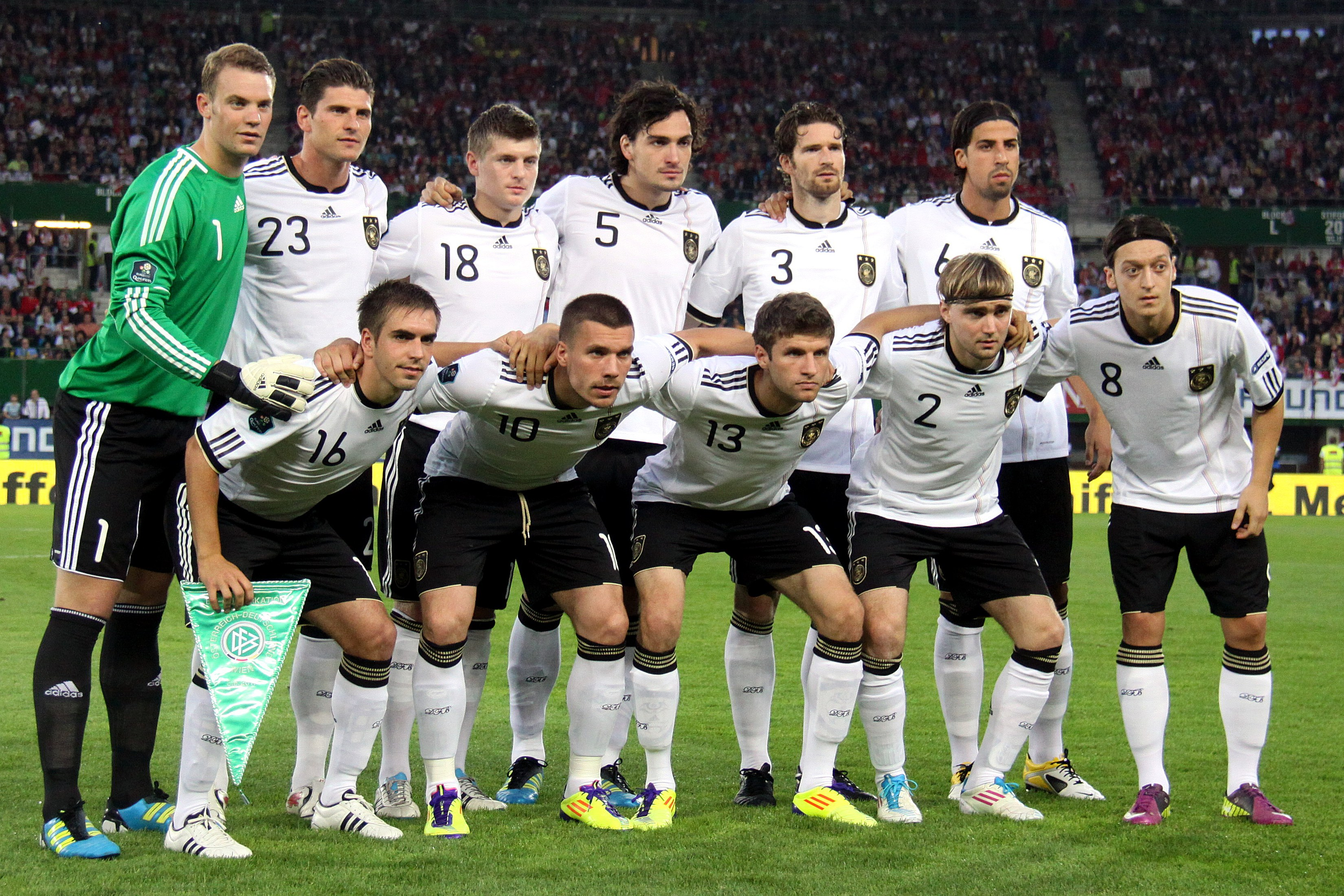
Сборная Германии по футболу в 2011 году
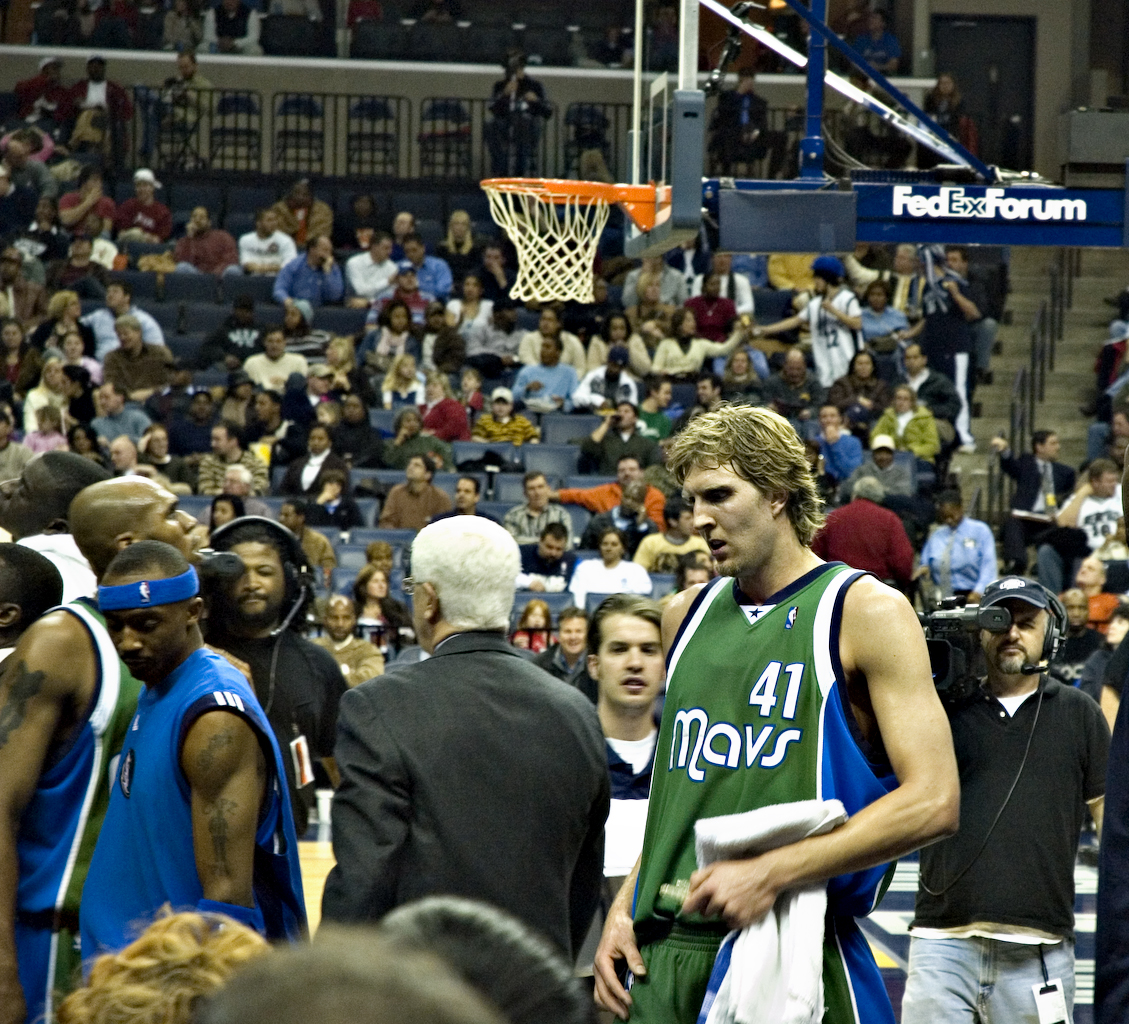
Дирк Новицки (в зелёном), Даллас Маверикс — тяжёлый форвард, чемпион НБА и финала MVP 2011 года

Общество
Культурная карта мира по данным Всемирного обзора ценностей, характеризующая Германию как высокую в «Рационально-светских ценностях» и средне-высокую в «Самовыражении ценностей».
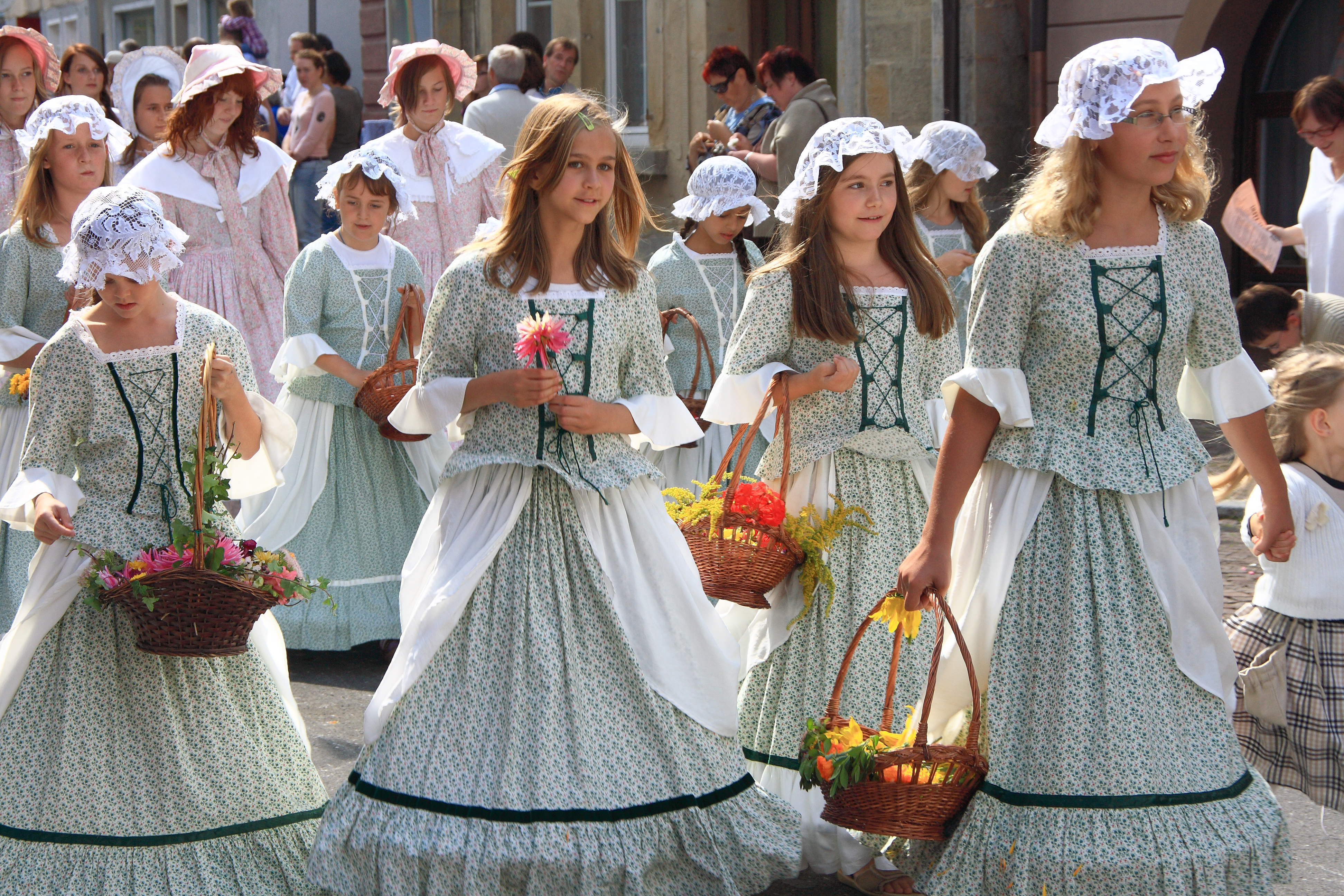
Немецкие женщины в национальных костюмах Трахт времён Бидермейера
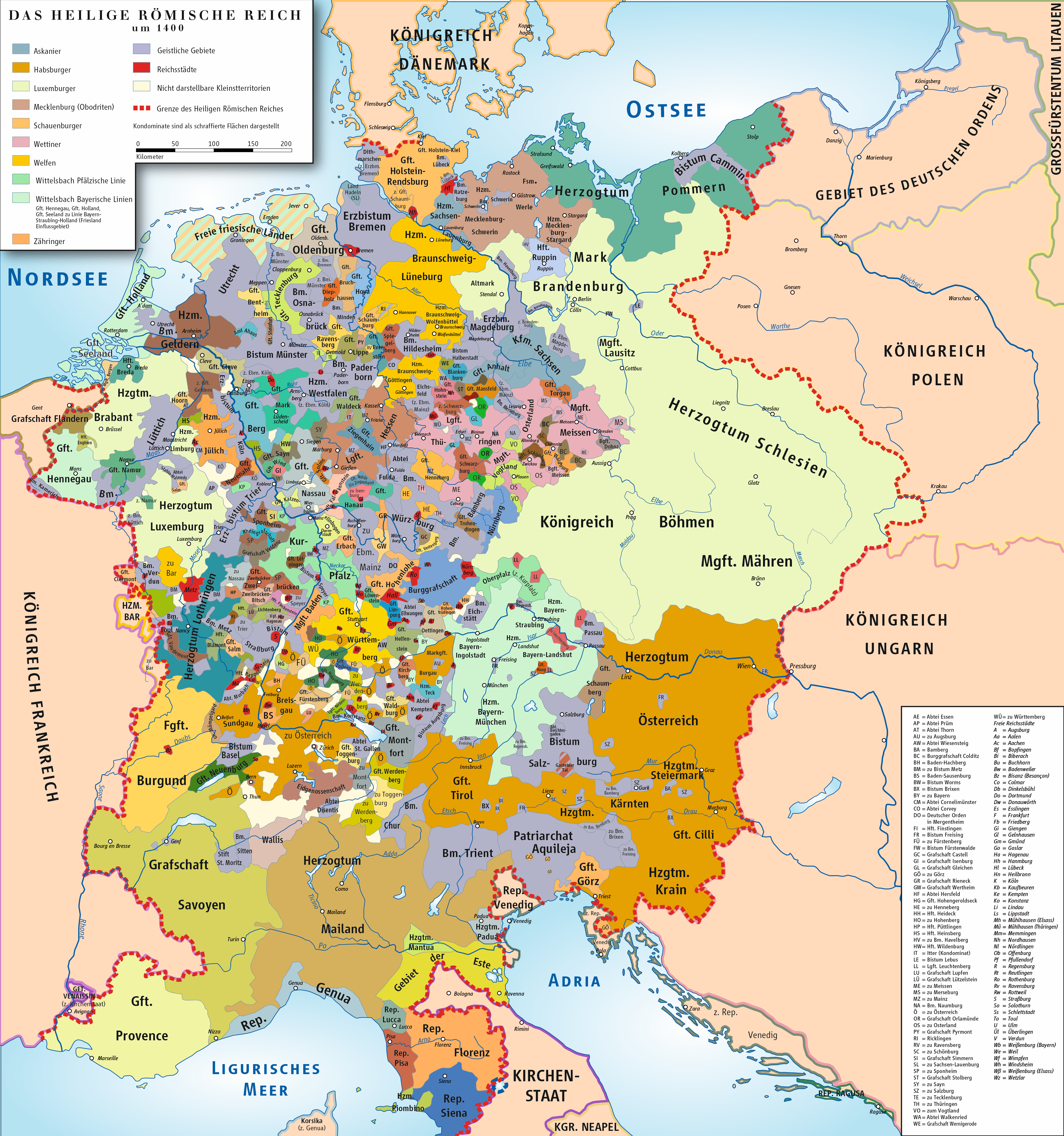
Карта Священной Римской империи 1400 года, отражающая региональное разнообразие немецкого общества
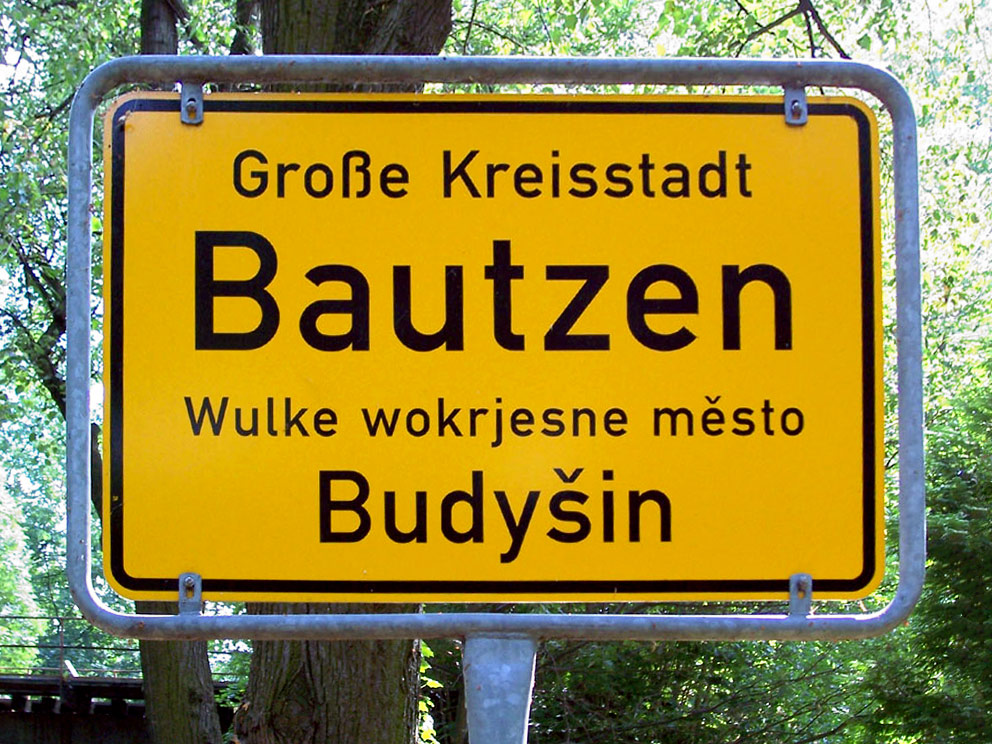
Пограничный знак Баутцен/Будишин на немецком и верхнесорбском языках
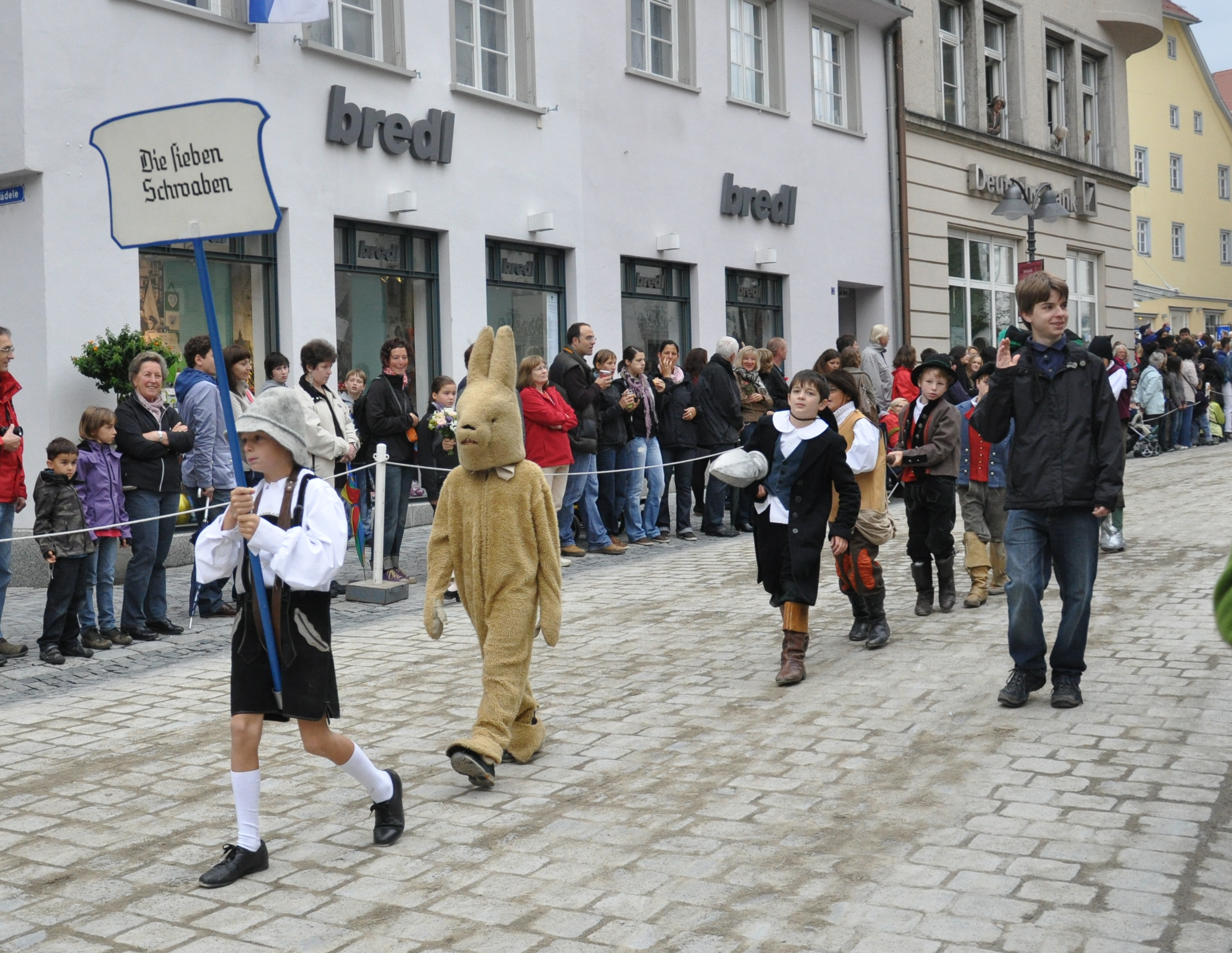
Рутенфест в Равенсбурге, Баден-Вюртемберг, Германия, празднует фольклорную историю «Семи швабов»[англ.] братьев Гримм
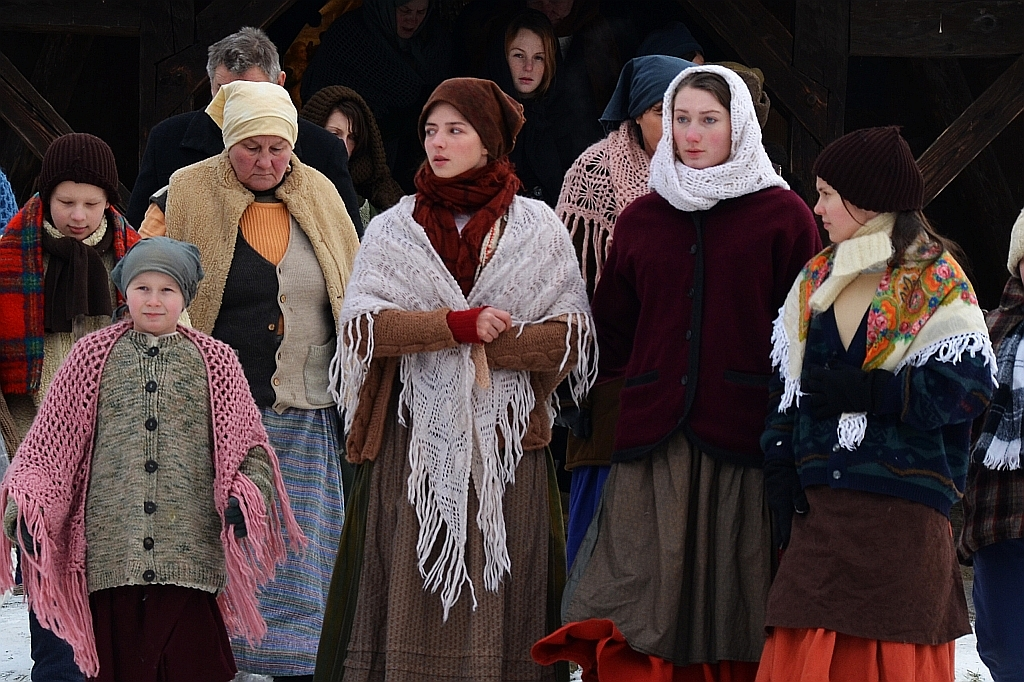
Актёры из Германии в фильме «Когда началась смерть» Себастьяна Эда Эрхенберга, играющие поволжских немцев